# Steffi Graf
Pour les articles homonymes, voir Graf.
Stefanie Graf, dite Steffi Graf, est une  joueuse de tennis allemande, née le 14 juin 1969 à Mannheim en République fédérale d'Allemagne.
Professionnelle de 1982 à 1999, Graf a remporté cent-sept titres en simple dames, dont vingt-huit majeurs, incluant vingt-deux titres du Grand Chelem, cinq Masters et un titre olympique ; ainsi que onze titres en double dames.
Graf est la troisième joueuse de l'histoire à avoir accompli le Grand Chelem calendaire en simple, en 1988, après Maureen Connolly en 1953 et Margaret Smith Court en 1970, et la première à l'avoir concrétisé sur quatre surfaces différentes (terre battue, gazon et deux sortes de dur). En s'adjugeant la médaille d'or olympique à Séoul la même année, elle réalise l'unique Grand Chelem doré de l'histoire de ce sport. Elle complète en outre un « Grand Chelem à cheval sur deux saisons » entre 1993 et 1994, et réalise le Petit Chelem à quatre reprises, en 1989, 1993, 1995, et 1996, un record partagé avec l'Australienne Margaret Smith Court.
Elle est la joueuse qui a occupé le plus longtemps la place de numéro un mondiale, détenant le record de huit saisons achevées et de 377 semaines cumulées – dont 186 semaines consécutives, à égalité avec Serena Williams – au sommet du classement WTA. Elle sera sacrée championne du monde par l'ITF à sept reprises (un record), entre 1987 et 1996. Elle est également la seule à avoir fait partie du top 2 mondial dix années consécutives, entre 1987 et 1997.
Seule joueuse de l'histoire à détenir au minimum quatre titres dans chaque tournoi du Grand Chelem, elle possède en outre le record absolu, tous sexes confondus, de quatre doublés Roland-Garros et Wimbledon dans la même saison, conquis en 1988, 1993, 1995 et 1996. Ses 22 titres du Grand Chelem en simple, remportés sur une période de douze ans, sont le troisième meilleur résultat de l'histoire du tennis féminin, derrière Margaret Smith Court (24) et Serena Williams (23).
Considérée comme l'une des plus grandes joueuses de tous les temps,,, Stefanie Graf fait son entrée au International Tennis Hall of Fame en 2004.
Steffi Graf devient la compagne d'Andre Agassi après leurs victoires simultanées à Roland-Garros 1999. Elle prend sa retraite sportive deux mois après cet ultime succès en Grand Chelem, et le couple se marie en 2001. Ils ont deux enfants.

## Faits de carrière
Avec 22 tournois du Grand Chelem remportés dans sa carrière, Steffi Graf est la troisième joueuse la plus titrée derrière la championne australienne Margaret Smith Court (24) et Serena Williams (23). En 1988, elle devient la troisième femme à réaliser le Grand Chelem (après Maureen Connolly en 1953 et Margaret Smith Court en 1970), en battant Chris Evert à l'Open d'Australie, Natasha Zvereva à Roland-Garros, Martina Navrátilová à Wimbledon, et Gabriela Sabatini à l'US Open.
La même année, et toujours contre Sabatini, elle gagne la médaille d'or aux Jeux olympiques d'été de Séoul. Elle réalise ainsi ce que l'on a appelé le Golden Grand Slam (Grand Chelem d'or), inédit. Elle est également la première joueuse, avant Serena Williams et Maria Sharapova, à réussir un Grand Chelem en carrière sur quatre surfaces différentes. Elle a ensuite réalisé le « Grand Chelem à cheval sur deux années » entre 1993 et 1994.
Steffi Graf a aussi triomphé à cinq reprises aux Masters en 1987, 1989, 1993, 1995 et 1996. Elle détient le record absolu, tous sexes confondus, de quatre doublés Roland-Garros et Wimbledon réalisés dans la même saison, devant Björn Borg (3).
Elle a établi plusieurs records (femmes et hommes confondus). Elle a su rester dans le top 2 au classement mondial de fin d'année de la WTA sur plus de dix années consécutives, de mars 1987 à juin 1997. Elle a été numéro un mondiale sur dix années différentes : 1987, 1988, 1989, 1990, 1991, 1993, 1994, 1995, 1996 et 1997. Elle a terminé huit saisons à la place de numéro un mondiale : 1987, 1988, 1989, 1990, 1993, 1994, 1995 et 1996.
De Roland-Garros 1987 à Roland-Garros 1990, elle a joué 13 finales du Grand Chelem consécutives.
Enfin en simple, elle a remporté 13 Wimbledon et Roland-Garros confondus.
Elle s'est retirée de la compétition le 13 août 1999. Steffi Graf a remporté 107 titres en simple dans sa carrière et est restée 377 semaines (dont 186 consécutives) à la place de numéro 1 mondiale, battant le record précédent de Navrátilová (331 semaines).

## Carrière tennistique

### 1981 - 1985: Les débuts
Steffi Graf commence le tennis à l'âge de quatre ans, entraînée par son père, Peter Graf, un concessionnaire et assureur automobile, ainsi qu'apprenti entraîneur de tennis. À l'âge de trois ans, il commence à lui enseigner les gestes tennistiques avec une raquette en bois, dans la salle de séjour. Steffi entre sur un court dès l'âge de quatre ans et joue son premier tournoi à cinq. Elle est championne d'Allemagne minime en 1981, obtient régulièrement des victoires au niveau junior et, en 1982, à seulement douze ans, remporte le championnat européen des 12-18 ans. À treize ans, elle est la plus jeune joueuse à recevoir un rang au classement mondial (124e) et devient professionnelle le 18 octobre 1982.
Steffi Graf joue son premier tournoi professionnel à 13 ans, en octobre 1982 à Filderstadt, en Allemagne, qu'elle perd face à l'ancienne numéro un mondiale Tracy Austin en deux sets, 6-4, 6-0. Après le match, Austin doute publiquement des capacités de Graf, arguant qu'on trouve des « centaines » de jeunes comme elle aux États-Unis.
Au début de sa première année complète en tant que joueuse professionnelle, en 1983, Steffi Graf est classée au 124e rang mondial. Bien que n'ayant remporté aucun tournoi pendant les trois années qui suivent, elle renforce son jeu et son classement progresse régulièrement : no 98 fin 1983, no 22 fin 1984 et no 6 fin 1985. En 1984, elle représente l'Allemagne de l'Ouest aux Jeux olympiques d'été de Los Angeles alors que le tennis y est présenté en démonstration. Elle y remporte la médaille d'or, mais celle-ci ne sera pas comptabilisée dans le classement par pays, et ne sera donc pas officialisée.
Son planning est alors surveillé de près par son père qui souhaite limiter ses prestations et éviter ainsi que sa fille ne brûle son énergie en se dispersant dans de trop nombreux matchs, comme d'autres jeunes joueuses avant elle. En 1985, par exemple, elle ne joue que 10 tournois jusqu'à l'US Open alors que Sabatini en a joué 21 pendant la même période. Cette stratégie s'avère payante puisqu'elle parvient en demi-finale de l'US Open seulement battue par la numéro un mondiale Martina Navrátilová, après avoir écarté au tour précédent Pam Shriver (qui l'avait battue deux mois plus tôt à Wimbledon).
Son père surveille son agenda privé, privilégiant ainsi une concentration maximale sur les entraînements et le jeu. Travaillant avec son père et son entraîneur Pavel Složil, Graf s'exerce spécifiquement quatre heures par jour, sortant directement d'un aéroport pour se rendre sur les courts d'entraînement. Cette méthode l'empêche de nouer des liens sur le circuit à ses débuts, mais contribue probablement à l'amélioration régulière de la qualité de son jeu.

### 1986: L'ascension au plus haut niveau

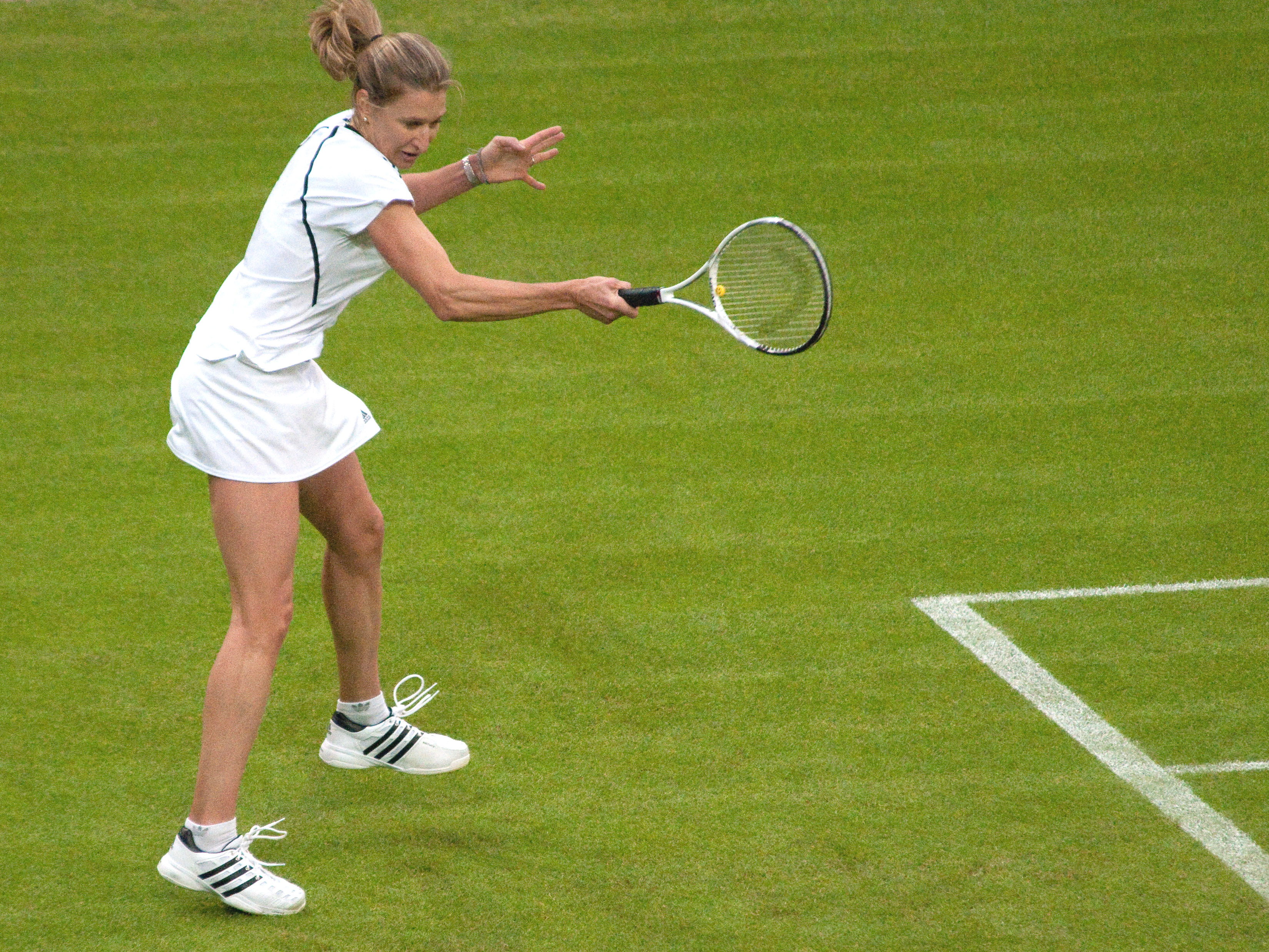
Steffi Graf à Wimbledon en mai 2009.

Graf remporte son premier tournoi du circuit en avril 1986, à Hilton Head en Caroline du Sud, en battant successivement les numéros deux et trois mondiales, Hana Mandlíková en demi-finale et Chris Evert en finale. Elle enchaîne avec trois victoires en tournoi dont Berlin où elle écarte à nouveau Mandlikova et surtout la numéro un mondiale Martina Navrátilová en finale. Elle arrive ainsi à Roland-Garros avec un statut de favorite mais est battue pour la première fois en sept rencontres par Mandlikova en quart de finale. Navrátilová prend sa revanche en demi-finale de l'US Open en trois sets serrés (6-1, 6-7, 7-6). Graf continue sa moisson de victoires avec trois tournois gagnés consécutivement et parvient en finale des Masters où Navrátilová s'impose à nouveau, cette fois-ci aisément. Elle finit l'année classée no 3 mondiale, derrière Evert et Navrátilová. Seules trois joueuses ont réussi à la battre en 1986, les championnes Evert, Navrátilová et Mandlikova.
L'arme principale de Graf est constituée par son coup droit puissant qui lui vaut le surnom de Fraulein Forehand (Mademoiselle Coup Droit). Avec le temps, elle développe aussi un excellent revers slicé considéré comme l'un des meilleurs du circuit. Son service s'améliore aussi, devenant précis et puissant (record à 170 km/h). Autres atouts, elle se forge une excellente condition physique, avec une extraordinaire vitesse de déplacement.

### 1987: L'année de la percée
1987 est une année quasi parfaite avec seulement deux défaites concédées, en finale des deux tournois les plus prestigieux à Wimbledon et à l'US Open, face à Navrátilová. Au cours de la saison, l'ancienne numéro un mondiale Chris Evert ne parvient pas à lui prendre le moindre set en trois rencontres. Elle entame l'année très fort, remportant six tournois jusqu'à Roland-Garros, où elle bat en finale la no 1 mondiale Martina Navrátilová au terme d'un match épique conclu en trois sets (6-4, 4-6, 8-6). Martina Navrátilová prend ensuite sa revanche lors des finales de Wimbledon et de l'US Open mais perd sa première place au classement mondial pendant l'été à la suite de la victoire de Graf sur Evert en finale du tournoi de Los Angeles. Graf commence ainsi un règne de 186 semaines au premier rang mondial, seulement détronée par Monica Seles en mars 1991. En 1987, Steffi Graf contribue aussi à la victoire de la RFA en Fed Cup. Elle conclut l'année sur une brillante victoire aux masters de New York face à l'argentine Sabatini.

### 1988: Le Grand Chelem doré
1988 est l'année où Steffi Graf est à l'apogée de sa carrière. Elle commence par remporter l'Open d'Australie, puis le tournoi de Key Biscayne, battant la numéro trois mondiale Chris Evert en deux sets à chaque fois en finale. Elle échoue ensuite à deux reprises face à Sabatini sur terre battue, aux tournois de Boca Raton et Hilton Head. À Roland-Garros, elle prend sa revanche en 1/2 finale sur Sabatini et conserve son titre en atomisant la jeune finaliste Natalia Zvereva, trop nerveuse devant l'enjeu, 6-0, 6-0 en 34 minutes (Record de durée minimale). Vient ensuite Wimbledon, que Martina Navrátilová domine de ses 6 titres consécutifs (1982-1987). Après un début difficile, Graf prend l'ascendant et remporte la partie 5-7, 6-2, 6-1. Elle triomphe enfin à l'US Open face à Sabatini en trois sets, 6-3, 3-6, 6-1, parvenant ainsi à remporter ce qu'on appelle le Grand Chelem (être victorieux des 4 tournois majeurs du circuit professionnel la même année). Seules deux femmes l'ont réalisé avant elle, Maureen Connolly en 1953 et Margaret Court en 1970.
Un défi supplémentaire attend cependant Steffi Graf, avec la finale du tournoi olympique remportée face à Sabatini, 6-3, 6-3, qui lui permet d'obtenir la médaille d'or de cette discipline, devenue compétition officielle. Cette performance globale en 1988 est baptisée par les médias Golden Slam (Grand Chelem doré). À noter que les deux Grands Chelems de Connolly et Court ont été réalisés lors d'années non olympiques. A l'automne 1988, elle est donc détentrice des 4 titres du Grand Chelem, du titre olympique et des Masters.
Cette année 1988 Steffi remporte aussi son seul titre du Grand Chelem en double, à Wimbledon aux côtés de Sabatini. Associée à Claudia Kohde-Kilsch, elle remporte aussi la médaille de bronze des olympiades en double.

### 1989 - 1993: nouveaux défis
Graf entame l'année 1989 avec une 5e victoire d'affilée, en remportant l'Open d'Australie, où elle bat aisément Helena Suková, 6-4, 6-4. L'enchaînement des victoires prend fin à Roland-Garros où une prétendante de 17 ans, Arantxa Sánchez Vicario remporte le titre en trois sets serrés 7-6, 3-6, 7-5. Cependant Graf retrouve rapidement la voie du succès à Wimbledon et l'US open, chaque fois contre Navrátilová, et en trois sets.
Steffi Graf poursuit sa moisson de victoires en écartant la surprenante Mary Joe Fernández en finale de Melbourne au début de l'année 1990. Pourtant, à Roland-Garros, elle chute à nouveau en finale contre Monica Seles, une jeune joueuse de 16 ans. À Wimbledon, elle échoue en demi-finale face à Zina Garrison. Elle parvient encore en finale de l'US Open mais perd contre Sabatini cette fois-ci, l"Argentine prenant enfin sa revanche sur l'Allemande dans un tournoi majeur. Des ennuis familiaux mettent à mal sa concentration pour le tennis durant l'année, son père se trouvant pointé du doigt dans une affaire de paternité (qui se révèle inexacte) pendant le tournoi de Berlin. Bien que Graf reste la numéro un, sa réputation d'invincibilité s'effrite sérieusement.
L'accumulation de blessures, de problèmes personnels et d'une baisse de forme rend l'année 1991 rude pour Steffi Graf. Monica Seles s'affirme alors et prend les devants au classement mondial dès mars. Remportant trois tournois du Grand Chelem, elle détrône Graf qui reste numéro deux. Monica Seles ne joua pas à Wimbledon où Steffi Graf obtient sa seule victoire de l'année en Grand Chelem contre Sabatini au terme d'un match très serré, conclu 6-4, 3-6, 8-6.
1992 est la 2e année où Graf doit se contenter du second rôle derrière Monica Seles sur le circuit. Monica Seles remporte à nouveau les internationaux d'Australie, de France et des États-Unis. Graf échoue face à Seles en finale de Roland-Garros au terme d'un match à suspense conclu 10-8 au 3e set. Graf prend une revanche éclatante à Wimbledon un mois plus tard sur gazon en remportant le match 6-2, 6-1. Aux Jeux olympiques de Barcelone, Graf perd la finale contre Jennifer Capriati, ramenant la médaille d'argent et complétant ainsi sa collection. Avec l'équipe d'Allemagne, Graf décroche aussi un autre titre de Fed Cup. Arantxa Sanchez l'écarte en 1/4 de finale de l'US Open et Graf finit la saison au deuxième rang mondial.
Tout concourt à penser que Monica Seles va poursuivre sa domination en 1993, quand elle bat Graf en trois sets en Australie en finale. Pourtant un événement sans précédent fait basculer la carrière de Seles le 30 avril 1993, ouvrant à nouveau la voie à Graf. Seles est victime d'une agression au couteau lors de son quart de finale contre Magdalena Maleeva au tournoi de Hambourg, lors du changement de côté. Un individu émergeant de la foule la poignarde entre les épaules. Seles finira par se rétablir mais sans pouvoir rattraper le temps perdu ni reprendre sa domination. L'agresseur, un Allemand de 38 ans mentalement instable et nommé Günter Parche, déclare alors avoir voulu aider Graf à récupérer sa place de no 1, détenue par Seles depuis deux ans. Steffi Graf rendra visite à Monica Seles à l'hôpital, mais ne fera que des commentaires publics minimums à propos de l'attaque. Le tournoi est malgré tout maintenu, provoquant la consternation de la Yougoslave,, et Graf atteint la finale, qu'elle concède à Arantxa Sánchez Vicario.
Alors que Monica Seles reste éloignée des cours pendant 28 mois, Graf poursuit sa route de manière impitoyable, remportant les trois tournois du Grand Chelem restants en 1993, et complétant ainsi un nouveau Petit Chelem après avoir récupéré le rang de numéro un mondiale dès le début du mois de juin.

### 1994 - 1997: deuxième période de domination
1994 est une saison en demi-teinte. En janvier, Steffi Graf bat Arantxa Sánchez en Australie, remportant pour la deuxième fois quatre tournois du Grand Chelem successivement, ce qui fait d'elle la première joueuse à avoir détenu simultanément les quatre majeurs à deux reprises, avant Serena Williams. Cependant, elle perd en demi-finale à Roland-Garros contre la révélation française du tournoi, Mary Pierce, et de manière plus surprenante au premier tour de Wimbledon face à Lori McNeil, spécialiste du jeu sur gazon. Arantxa Sánchez prend ensuite sa revanche en finale de l'US Open en trois sets après que Graf eut largement dominé la première partie du match.
En 1995, Graf démarre par un forfait en Australie pour cause de blessure. Dès lors, elle décide de moins jouer pour éviter les risques de blessure et privilégie ainsi les grandes compétitions. Elle ne joue que 11 tournois pendant la saison 95, mais en remporte 9, ne cédant que deux défaites dans l'année, face aux joueuses sud africaines Amanda Coetzer à Toronto et Mariaan de Swardt à Brighton. Graf domine à nouveau nettement le tennis féminin mondial, avec des victoires à Roland-Garros et Wimbledon, à chaque fois contre Sánchez. La finale de Wimbledon est particulièrement disputée, avec un 11e jeu du 3e set long de 20 minutes d'un combat serré, et Graf l'emporte finalement 4-6, 6-1, 7-5.
Puis à l'US Open, elle réalise le Petit Chelem contre Monica Seles, revenue sur le circuit quelques semaines plus tôt avec une victoire à Toronto, lors d'une finale spectaculaire et de très haut niveau conclue sur le score de 7-6, 0-6, 6-3. L'Allemande rompra momentanément avec l'image froide qu'elle véhicule, embrassant sa rivale au filet avec insistance.
En fin d'année, elle assied sa domination en gagnant son quatrième Masters contre sa compatriote Anke Huber en cinq sets, sur le score de 6-1, 2-6, 6-1, 4-6, 6-3 et 2h46 de jeu.
Steffi Graf rencontre à nouveau des difficultés extra-tennistiques, son père étant accusé de fraude fiscale en Allemagne. Peter Graf, qui gère ses finances, écope de 45 mois de prison (il en fera 25). Le procureur ne retient pas de charges contre Steffi Graf en 1997, et elle accepte de verser 1,3 million de Deutsche Mark d'arriérés (environ 660 000 euros) à l'État et à une œuvre de charité. L'Allemande, régulièrement mise sous pression en conférence de presse sur cette question, exprimera sans retenue ses émotions.
En 1996, Graf manque encore l'Open d'Australie à cause d'une blessure mais remporte les trois autres tournois du Grand Chelem, conservant donc ses titres de l'année précédente, et accomplissant un nouveau Petit Chelem. Lors de la finale de Roland-Garros, devenue un classique face à Arantxa Sánchez, l'Espagnole n'est pas loin de la victoire, servant deux fois pour le titre, mais Graf restera la plus forte et s'impose finalement 6-3, 6-7, 10-8. Ce nouveau titre en fait à ce jour celle qui sortit gagnante de la plus courte finale de Roland-Garros, en 1988 (34 min), et de la plus longue, en 1996 (3 h 4 min). À Wimbledon, elle gagne contre la même adversaire, cette fois-ci en deux sets. À l'US Open, elle écarte Monica Seles, encore en deux sets. Comme l'année précédente, elle conclut la saison par une victoire au Masters en cinq sets face à Martina Hingis, future numéro un mondiale quelques mois plus tard.
Connue pour son professionnalisme et son extrême rigueur, Graf a démontré toutefois, cette année-là, un certain sens de l'humour. Ainsi, lors d'un match serré en demi-finale Wimbledon 1996 contre Kimiko Date, un spectateur s'écria: « Steffi, veux-tu m'épouser ? », ce qui provoqua l’hilarité du stade. L'Allemande se tournant vers son fan, lui cria: « Combien d'argent avez-vous ? ». Graf perdit le set mais remporta le match 6-2, 2-6, 6-3.

### 1997 - 1999: Les dernières années

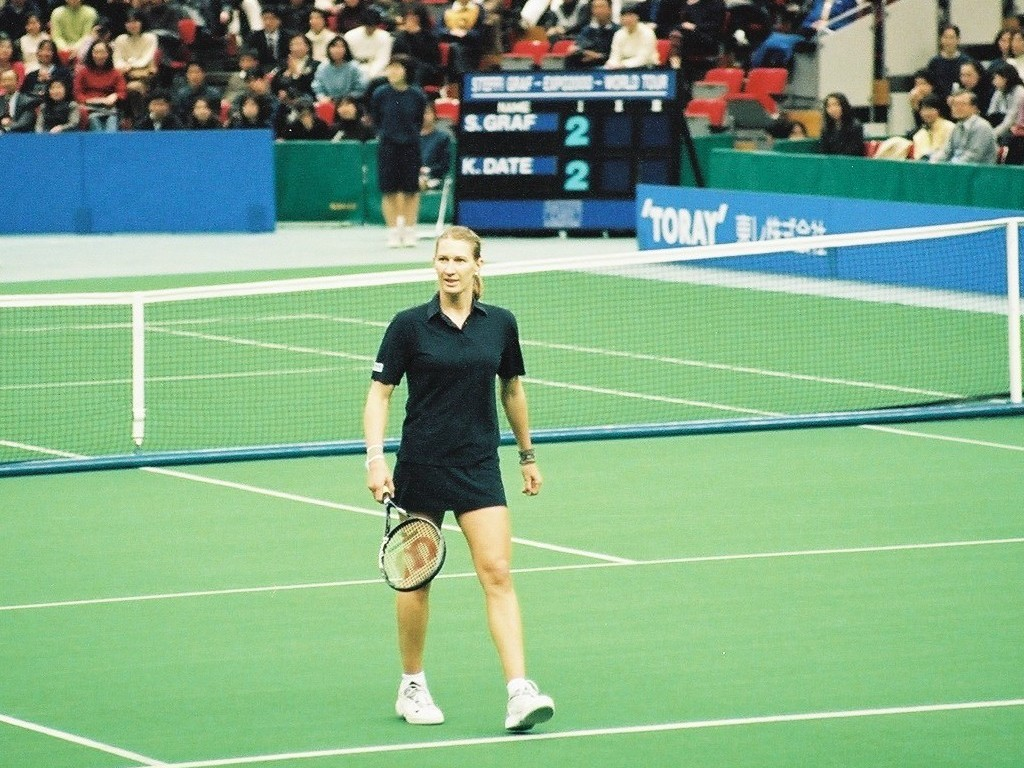
Steffi Graf lors d'un match exhibition au Japon en 2000 pour sa tournée d'adieu (Farewell World Tour).

La fin de carrière de Graf est perturbée par de nombreuses blessures, notamment au dos et aux genoux. Cela ne l'empêche pas de remporter encore quelques grandes parties avant de mettre un terme à sa carrière.
En mars 1997 elle perd sa place de no 1 au profit de Martina Hingis et échoue dans la quête d'un titre du Grand Chelem pendant toute la saison, pour la première fois depuis dix ans. Elle ne remporte qu'un seul titre à Strasbourg et chute à la 28e place mondiale en fin de saison.
Après avoir manqué le début de la saison 1998, elle se reprend et termine l'année classée no 9 mondiale grâce à trois victoires à New Haven, Leipzig et Philadelphie. À New Haven, elle parvient à écarter successivement les numéros deux et trois mondiales Lindsay Davenport et Jana Novotná, à chaque fois en deux manches. En fin d'année, elle triomphe à Philadelphie à la suite de victoires sur Lindsay Davenport devenue numéro un mondiale et Martina Hingis, numéro deux. Mais Graf déçoit à nouveau en Grand Chelem, s'inclinant avant les quarts de finale face à Natasha Zvereva à Wimbledon et Patty Schnyder à l'US Open.
C'est lors du tournoi de Roland-Garros en 1999 que l'Allemande conclura sa carrière en beauté. Elle écarte tout d'abord difficilement sa vieille rivale Monica Seles en demi-finale, puis Martina Hingis lors d'une finale bien mal engagée. Elle renverse le cours du match contre la jeune Suissesse et remporte son dernier tournoi du Grand Chelem en trois sets, 4-6, 7-5, 6-2, dans une ambiance tumultueuse du fait d'une erreur d'arbitrage et du comportement jugé immature de son adversaire. Fait rare et gros exploit : Steffi bat dans ce même tournoi les 3 premières joueuses du classement WTA : la numéro 2 (Davenport en quart), la numéro 3 (Seles en demi) et la numéro 1 (Hingis en finale).
C'est également à l'issue de cette victoire qu'elle entame une liaison avec la star américaine Andre Agassi, qui remporte le simple messieurs. Ce moment semble être sa plus satisfaisante victoire en Grand Chelem d'après ses dires.
Elle poursuit sur sa lancée à Wimbledon, avec des victoires sur Kim Clijsters et Venus Williams (gagnante du tournoi l'année suivante), ne perdant qu'en finale face à la numéro un mondiale Lindsay Davenport.
Des blessures chroniques refusant de disparaître, Graf annonce sa retraite en août 1999, après une ultime défaite d'entrée de jeu au tournoi de San Diego, contre Amy Frazier. Elle est revenue au plus haut niveau et termine sa carrière no 3 mondiale.
Durant sa carrière, elle a remporté 107 parties en simple et 11 en double. 22 tournois du Grand Chelem grandissent ce palmarès. Son rapport victoires/défaites est de 900 contre 115. Elle est restée no 1 pendant 377 semaines, incluant un record de 186 semaines d'affilée (d'août 1987 à mars 1991), égalé par Serena Williams en 2016.
Elle a terminé numéro un mondiale à huit reprises (1987-1990, puis 1993-1996) en fin de saison, record absolu devant Navrátilová, elle-même numéro un à sept reprises avant elle (1978-1979, puis 1982-1986).

### L'après tennis

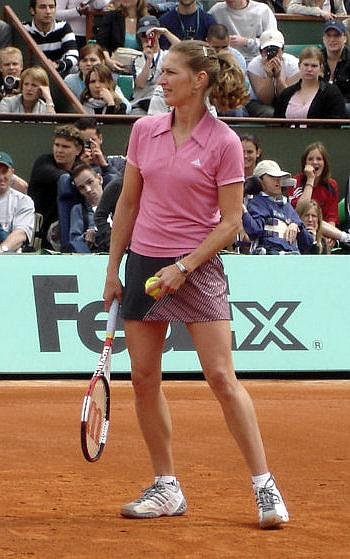
Steffi Graf à Roland-Garros (Journée Benny Berthet 2005)

Graf s'est mariée le 22 octobre 2001 avec Andre Agassi à Las Vegas, avec leurs mères respectives pour seuls témoins. Leur premier enfant, un fils nommé Jaden Gil, est né le 26 octobre 2001 et leur fille, Jaz Elle, est née le 3 octobre 2003.
Graf est la fondatrice de Children for tomorrow, une association à but non lucratif qui a pour objectif de supporter et de déployer des projets visant à aider les enfants victimes des traumatismes des guerres ou de l'exil, de la persécution ou des violences. Elle est aussi ambassadrice du World Wildlife Fund (WWF). Elle a fait une apparition dans le film Otto, der Außerfriesische, adore les animaux, et est active dans le monde de la mode, proposant sa propre ligne d'articles.
En 2007, elle pose avec son mari Andre Agassi sous l'œil du photographe Annie Leibovitz pour la campagne institutionnelle du groupe Louis Vuitton. Par cette campagne axée sur le thème du voyage, ils invitent le public à partager leur amour pour la ville de New York dans un roman photo.
Pour le tennis, elle participe à quelques apparitions en exhibition (liste non exhaustive) :
- Nagoya - 7 février 2000
- US Open - Arthur Ashe Kids Day 2004
- Roland-Garros - Journée Benny Berthet 2005
- Houston - 15 avril 2007 (elle reçut un coup de raquette de son mari sur la lèvre : 3 points de suture)
- Wimbledon - 19 mai 2009
- Roland-Garros - 6 juin 2009
- Indian Wells - 12 mars 2010
- Halle - 4 juin 2011
- Taipei - 26 mai 2012
- Roland-Garros - 9 juin 2012
- Halle - 10 juin 2012
- San José - 16 février 2013
- Zug - 22 juin 2013

### Principales confrontations
De ses débuts sur le circuit professionnel en 1982 à sa retraite en juillet 1999, Steffi Graf a remporté  902 matchs et en a perdu 115, soit un ratio de victoires de 88,7%, la plaçant en deuxième position dans l'histoire du tennis féminin après Chris Evert (90,1%).
Graf est l'une des rares joueuses à posséder, contre les grandes joueuses de son temps, un résultat en face à face soit positif, soit équilibré. On peut néanmoins dénombrer 11 face à face négatifs, contre les joueuses suivantes : Jo Durie (3 victoires pour 4 défaites), Melissa Brown, Nerida Gregory, Kate Latham, Beverly Mould, Barbara Romano, Patty Schnyder, Liz Smylie, Shelly Walpole, Corinne Vanier, et Wendy Turnbull (1 victoire pour 2 défaites).
| Joueuse                 | Meilleur classement | Confrontations | Victoires | Défaites | Pourcentage de victoires | Période de confrontation |
| ----------------------- | ------------------- | -------------- | --------- | -------- | ------------------------ | ------------------------ |
| Chris Evert             | 1                   | 15             | 9         | 6        | 60%                      | 1985-1989                |
| / Martina Navrátilová   | 1                   | 18             | 9         | 9        | 50%                      | 1985-1994                |
| Gabriela Sabatini       | 3                   | 40             | 29        | 11       | 72,5%                    | 1985-1995                |
| / Hana Mandlíková       | 3                   | 9              | 8         | 1        | 88,9%                    | 1986-1989                |
| Jana Novotná            | 2                   | 33             | 29        | 4        | 87,8%                    | 1987-1999                |
| Arantxa Sánchez Vicario | 1                   | 36             | 28        | 8        | 77,7%                    | 1988-1996                |
| Conchita Martínez       | 2                   | 14             | 13        | 1        | 92,8%                    | 1989-1996                |
| / Monica Seles          | 1                   | 15             | 10        | 5        | 66,6%                    | 1989-1999                |
| Jennifer Capriati       | 1                   | 11             | 10        | 1        | 90,9%                    | 1990-1999                |
| Mary Pierce             | 3                   | 6              | 4         | 2        | 66,7%                    | 1993-1995                |
| Lindsay Davenport       | 1                   | 15             | 9         | 6        | 60%                      | 1994-1999                |
| Martina Hingis          | 1                   | 10             | 7         | 3        | 70%                      | 1995-1999                |
| Venus Williams          | 1                   | 5              | 3         | 2        | 60%                      | 1996-1999                |
| Serena Williams         | 1                   | 2 *            | 1         | 1        | 50%                      | 1999                     |

* Steffi Graf et Serena Williams se sont affrontées trois fois au cours de leurs carrières, la dernière confrontation remontant à la demi-finale du tournoi exhibition de Hong Kong en 1999, au terme de laquelle l'Allemande s'est imposée 6-2, 7-6. Graf mène donc 2-1 face à l'Américaine, mais ce tournoi n'étant pas classé WTA, le résultat n'est donc pas officiellement reconnu.

### La rivalité Seles-Graf

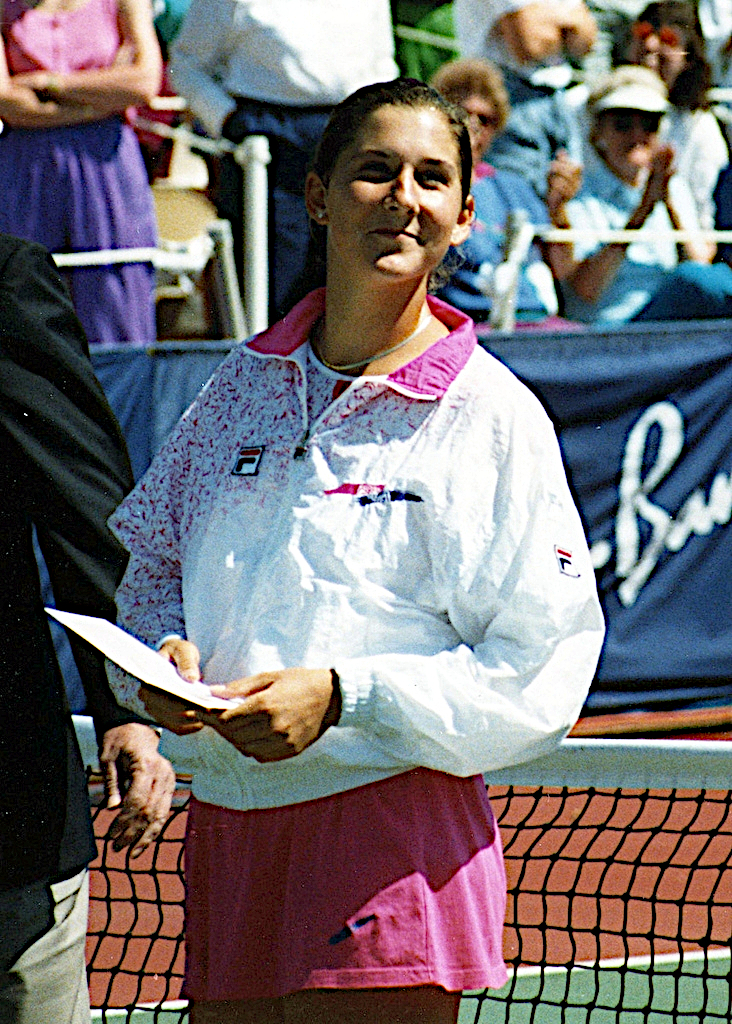
Monica Seles (San Antonio - 1991)

Steffi Graf et Monica Seles ont été numéros un mondiales sur le circuit WTA. Elles se sont affrontées en quinze occasions entre 1989 et 1999, la première et la dernière fois à Roland-Garros.
Réputées l'une et l'autre pour leur force de frappe et leurs nerfs d'acier, Graf et Seles avaient des styles de jeu très différents. La première était pourvue d'un coup droit explosif, d'un revers coupé, d'un jeu de jambes sans faille et d'un service tranchant qui lui valurent une domination sans partage de 1987 à 1989. La seconde, gauchère au tempérament teigneux, innova par sa façon de « cogner » la balle, en revers comme en coup droit, dès le retour de service : en 1991-1992 et jusqu'à son agression à Hambourg en avril 1993, elle parvient à suspendre le long règne de l'Allemande.
Graf s'est imposée à dix reprises contre Seles. Les deux joueuses sont à égalité lors de leurs finales disputées en Grand Chelem, avec trois succès chacune. Leurs duels sont pareillement équilibrés sur terre battue (3-3), tandis que Graf domine sur dur (3-2), moquette (2-0) et gazon (2-0).
Jusqu'en 1993, Graf compte six victoires pour quatre défaites face à Seles. Elle est alors la seule joueuse en activité à présenter un bilan favorable contre la Yougoslave. Entre 1995 et 1999, elle l'emporte quatre fois sur cinq,,,, y compris aux Masters en 1998. Seles enregistre son unique succès sur cette période en quart de finale des Internationaux d'Australie 1999.
Certains observateurs, plus tard, compareront cette rivalité sportive et stylistique, bien qu'écourtée, avec celle que se livreront Roger Federer et Rafael Nadal à partir du milieu des années 2000.

## Style de jeu

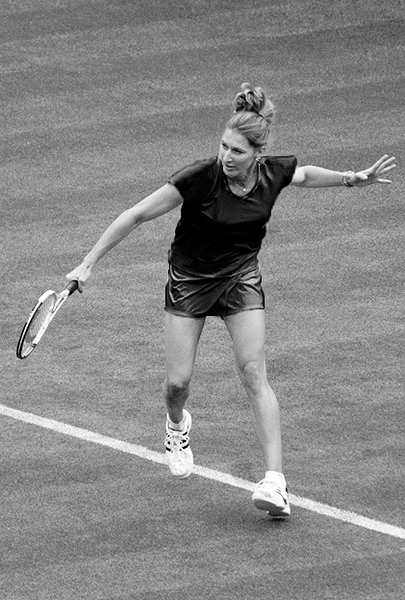
Steffi Graf en 2009.

Steffi Graf était une attaquante de fond de court, dotée d'excellentes capacités athlétiques, dont notamment sa vitesse de déplacement, son jeu de jambes, et son endurance dans l'échange. Puissante depuis sa ligne de base, elle savait aussi temporiser les échanges en usant d'une variété d'effets, et n'hésitait pas à monter à la volée aux moments opportuns, où elle faisait preuve d'un remarquable toucher.
Son service, puissant et frappé à plat, était particulièrement précis, lui permettant d'inscrire des aces à une vitesse comprise entre 170 et 180 km/h. Ce service était caractérisé par un lancer de balle très haut et une gestuelle « mécanique » qui lui offrait une grande rigueur et une parfaite régularité dans cet exercice,.
Son coup droit, le plus souvent frappé à plat également, fut l'un des plus dévastateurs du circuit féminin des années 1980 et 1990, ce qui lui valut d'être surnommée par le commentateur et historien du tennis Bud Collins « Fräulein Forehand » (Mademoiselle Coup droit),.
Son fameux revers coupé (slicé) était quant à lui l'une des clés de voûte de son système de jeu : régulièrement attaquée sur ce revers, le slice lui permettait de mieux absorber l'attaque, de casser le rythme de l'échange, de perturber son adversaire de par l'effet prodigué, et lui laissait ensuite le temps de se replacer dans l'axe. Ses relances en revers slicé court croisé lui furent d'ailleurs particulièrement profitables sur gazon, et elle pouvait très occasionnellement jouer un revers recouvert afin de se sortir de situations délicates.
Dotée d'une capacité d'adaptation exceptionnelle, Steffi Graf sut imposer son jeu sur toutes les surfaces et dans tous les contextes : dur outdoor, dur indoor, terre battue et gazon. Cette faculté lui permit d'ailleurs de réaliser le doublé Roland-Garros/Wimbledon à quatre reprises. Si Martina Navrátilová a été la plus grande joueuse sur gazon et dur indoor, Chris Evert la plus régulière sur terre battue, Graf est la seule joueuse de cette époque à avoir totalement dominé l'ensemble de ces surfaces. Chris Evert dira à ce sujet : « Steffi Graf est la joueuse la plus complète. Martina (Navrátilová) a plus gagné sur surfaces rapides, et j'ai plus gagné sur surfaces lentes, mais Steffi est arrivée, et a gagné plus de titres sur les deux surfaces. »
L'Allemande fut également en mesure de dominer des adversaires aux styles de jeu plus variés et identifiables : les attaquantes, à l'instar de Martina Navrátilová ou Jana Novotná, les tacticiennes polyvalentes telles que Chris Evert ou Martina Hingis, les spécialistes sur terre battue comme Arantxa Sánchez Vicario ou Conchita Martinez, les joueuses créatives et complètes à l'instar de Gabriela Sabatini, mais également les joueuses puissantes de fond de court telles que Monica Seles, Jennifer Capriati, Mary Pierce ou Lindsay Davenport.

## Palmarès et records
| Année     | 1983 | 1984  | 1985 | 1986 | 1987 | 1988                           | 1989 | 1990 | 1991 | 1992                               | 1993 | 1994 | 1995 | 1996 | 1997 | 1998 | 1999 |
| --------- | ---- | ----- | ---- | ---- | ---- | ------------------------------ | ---- | ---- | ---- | ---------------------------------- | ---- | ---- | ---- | ---- | ---- | ---- | ---- |
| AUS Open  | 1T   | 3T    | Abs  | -    | Abs  | V                              | V    | V    | 1/4  | Abs                                | F    | V    | Abs  | Abs  | 1/8  | Abs  | 1/4  |
| R-Garros  | 2T   | 3T    | 1/8  | 1/4  | V    | V                              | F    | F    | 1/2  | F                                  | V    | 1/2  | V    | V    | 1/4  | Abs  | V    |
| Wimbledon | Q    | 1/8   | 1/8  | Abs  | F    | V                              | V    | 1/2  | V    | V                                  | V    | 1T   | V    | V    | Abs  | 3T   | F    |
| US Open   | Q    | 1T    | 1/2  | 1/2  | F    | V                              | V    | F    | 1/2  | 1/4                                | V    | F    | V    | V    | Abs  | 1/8  | Abs  |
| Masters   | NQ   | NQ    | 1/2  | F    | V    | 1/2                            | V    | 1/2  | 1/4  | 1T                                 | V    | 1/4  | V    | V    | NQ   | 1/2  | -    |
| JO        | -    | [ 2 ] | -    | -    | -    | Médaille d'or, Jeux olympiques | -    | -    | -    | Médaille d'argent, Jeux olympiques | -    | -    | -    | Abs  | -    | -    | -    |
| Rang      | 93   | 22    | 6    | 3    | 1    | 1                              | 1    | 1    | 2    | 2                                  | 1    | 1    | 1    | 1    | 28   | 9    | Ret. |

« Note : Graf remporte son premier titre du Grand Chelem en 1987 à l'âge de 18 ans. En 1988, elle réalise le Grand Chelem doré à l'âge de 19 ans. Elle égale le record de titres en Grand Chelem d'Evert et Navratilova (18) en 1995, à l'âge de 26 ans, et remporte son 22e et dernier titre en 1999, à l'âge de 30 ans. »
1 - Classement WTA et FIT
- Record de saisons terminées au rang de Numéro 1 Mondiale WTA : 8, en 1987, 1988, 1989, 1990, 1993, 1994, 1995, et 1996.
- Record de semaines au rang de Numéro 1 Mondiale WTA : 377.
- Record de semaines consécutives au rang de Numéro 1 Mondiale WTA : 186, de août 1987 à mars 1991. (A égalité avec Serena Williams)
- Record de titres de Championne du Monde FIT : 7, en 1987, 1988, 1989, 1990, 1993, 1995, et 1996.

2 - Grands Chelems, Petits Chelems et Majeurs
- Record de médailles olympiques en simple : 3 dont 2 officielles, en 1984[2] et 1988 (or), et 1992 (argent).
- Seule joueuse à avoir réalisé le Grand Chelem calendaire sur quatre surfaces différentes : 1988.
- Seule joueuse à avoir réalisé le Grand Chelem doré : 1988.
- Record de Petits Chelems : 4, en 1989, 1993, 1995, 1996 (à égalité avec Margaret Smith Court).
- Record du nombre de séries de victoires consécutives dans les majeurs : 5 (6 majeurs consécutifs entre 1987 et 1988, 5 entre 1993 et 1994, 4 entre 1989 et 1990, 4 en 1995, et 4 en 1996).
- Record de Grands Chelems de finales : 3, en 1988, 1989, et 1993.

3 - Tournois du Grand Chelem
- Seule joueuse à détenir au minimum 4 titres dans chaque tournoi du Grand Chelem.
- Record de doublés Roland-Garros et Wimbledon dans la même saison : 4, en 1988, 1993, 1995, et 1996.
- Record de titres sur le doublé Roland-Garros/Wimbledon : 13, (6 Roland-Garros et 7 Wimbledon).
- Record du pourcentage de titres au tournoi de Wimbledon : 50% (7 titres pour 14 participations dans le tableau final).
- Record du ratio de victoires au tournoi de Wimbledon : 90,4 % (83 matchs, 75 victoires pour 8 défaites; 7 défaites dans le tableau final + 1 défaite en qualification en 1983).
- Record de titres consécutifs à l'Open d'Australie : 3, de 1988 à 1990.
- Record de sets consécutifs remportés en Grand Chelem : 40, en 1988.
- Record de sets consécutifs remportés à l'Open d'Australie : 39, entre 1988 et 1990.

4 - Finales, demi-finales et quarts de finale en Grand Chelem
- Record de finales disputées à Roland-Garros : 9, en 1987, 1988, 1989, 1990, 1992, 1993, 1995, 1996, et 1999.
- Record de finales consécutives disputées en Grand Chelem : 13, entre 1987 et 1990.
- Record de finales disputées en tournoi olympique : 3, en 1984, 1988, et 1992.
- Record de finales consécutives disputées à Roland-Garros : 4, de 1987 à 1990.
- Record du pourcentage de finales disputées au tournoi de Wimbledon : 64,3 % (9 finales pour 14 participations dans le tableau final).
- Record du pourcentage de finales disputées à l'US Open : 57,1 % (8 finales pour 14 participations dans la tableau final).
- Record de demi-finales consécutives disputées à Roland-Garros : 10, entre 1987 et 1996.
- Record de quarts de finale disputés à Roland-Garros : 13.
- Record de quarts de finale consécutifs disputés à Roland-Garros : 12, entre 1986 et 1997.
- Record de quarts de finale consécutifs disputés en Grand Chelem : 19, entre 1987 et 1991.

5 - Autres
- Plus jeune vainqueur d'un match dans un tournoi du Grand Chelem : 13 ans et 10 mois, à Roland-Garros en 1983.
- Record du pourcentage de victoires en carrière sur surface dure : 90,3 % (335 victoires pour 36 défaites).
- Seule joueuse à détenir au minimum 85 % de victoires en carrière sur chaque surface : 90,3 % sur dur, 90,1 % sur terre battue, 85 % sur gazon, 89,1 % sur moquette.

## Palmarès détaillé

### Titres en simple dames (107)
| No  | Date       | Nom et lieu du tournoi                         | Catégorie     | Dotation    | Surface         | Finaliste            | Score                   |          |
| --- | ---------- | ---------------------------------------------- | ------------- | ----------- | --------------- | -------------------- | ----------------------- | -------- |
| 1   | 07-04-1986 | Family Circle Mag. Cup, Hilton Head            |               | 200 000 $   | Terre (ext.)    | Chris Evert          | 6-4, 7-5                | Parcours |
| 2   | 14-04-1986 | Sunkist/WTA Championships, Amelia Island       |               | 275 000 $   | Terre (ext.)    | Claudia Kohde-Kilsch | 6-4, 5-7, 7-6           | Parcours |
| 3   | 28-04-1986 | US Open Clay Courts, Indianapolis              |               | 200 000 $   | Terre (ext.)    | Gabriela Sabatini    | 2-6, 7-6, 6-4           | Parcours |
| 4   | 12-05-1986 | German Open, Berlin                            |               | 150 000 $   | Terre (ext.)    | Martina Navrátilová  | 6-2, 6-3                | Parcours |
| 5   | 18-08-1986 | United Jersey Bank Classic, Mahwah             |               | 150 000 $   | Dur (ext.)      | Molly Van Nostrand   | 7-5, 6-1                | Parcours |
| 6   | 08-09-1986 | Pan Pacific Open, Tokyo                        |               | 250 000 $   | Moquette (int.) | Manuela Maleeva      | 6-4, 6-2                | Parcours |
| 7   | 06-10-1986 | European Indoors, Zurich                       |               | 150 000 $   | Moquette (int.) | Helena Suková        | 4-6, 6-2, 6-4           | Parcours |
| 8   | 20-10-1986 | Pretty Polly Classic, Brighton                 |               | 200 000 $   | Moquette (int.) | Catarina Lindqvist   | 6-3, 6-3                | Parcours |
| 9   | 16-02-1987 | Virginia Slims of Florida, Boca Raton          |               | 250 000 $   | Dur (ext.)      | Helena Suková        | 6-2, 6-3                | Parcours |
| 10  | 23-02-1987 | Lipton International Championships, Miami      |               | 750 000 $   | Dur (ext.)      | Chris Evert          | 6-1, 6-2                | Parcours |
| 11  | 06-04-1987 | Family Circle Mag. Cup, Hilton Head            |               | 300 000 $   | Terre (ext.)    | Manuela Maleeva      | 6-2, 4-6, 6-3           | Parcours |
| 12  | 13-04-1987 | Bausch & Lomb/WTA Championships, Amelia Island |               | 300 000 $   | Terre (ext.)    | Hana Mandlíková      | 6-3, 6-4                | Parcours |
| 13  | 04-05-1987 | Italian Open, Rome                             |               | 150 000 $   | Terre (ext.)    | Gabriela Sabatini    | 7-5, 4-6, 6-0           | Parcours |
| 14  | 11-05-1987 | German Open, Berlin                            |               | 150 000 $   | Terre (ext.)    | Claudia Kohde-Kilsch | 6-2, 6-3                | Parcours |
| 15  | 25-05-1987 | Roland-Garros, Paris                           | G. Chelem     | 1 085 000 $ | Terre (ext.)    | Martina Navrátilová  | 6-4, 4-6, 8-6           | Parcours |
| 16  | 10-08-1987 | Virginia Slims of Los Angeles, Los Angeles     |               | 250 000 $   | Dur (ext.)      | Chris Evert          | 6-3, 6-4                | Parcours |
| 17  | 21-09-1987 | Citizen Cup, Hambourg                          |               | 150 000 $   | Terre (ext.)    | Isabel Cueto         | 6-2, 6-2                | Parcours |
| 18  | 26-10-1987 | European Indoors, Zurich                       |               | 150 000 $   | Moquette (int.) | Hana Mandlíková      | 6-2, 6-2                | Parcours |
| 19  | 16-11-1987 | Virginia Slims Championships, New York         | Masters       | 500 000 $   | Moquette (int.) | Gabriela Sabatini    | 4-6, 6-4, 6-0, 6-4      | Parcours |
| 20  | 11-01-1988 | Ford Australian Open, Melbourne                | G. Chelem     | 711 450 $   | Dur (ext.)      | Chris Evert          | 6-1, 7-63               | Parcours |
| 21  | 29-02-1988 | US Hard Court Championships, San Antonio       | Tier IV       | 200 000 $   | Dur (ext.)      | Katerina Maleeva     | 6-4, 6-1                | Parcours |
| 22  | 14-03-1988 | Lipton International Championships, Miami      | Tier I        | 750 000 $   | Dur (ext.)      | Chris Evert          | 6-4, 6-4                | Parcours |
| 23  | 09-05-1988 | German Open, Berlin                            | Tier I        | 300 000 $   | Terre (ext.)    | Helena Suková        | 6-3, 6-2                | Parcours |
| 24  | 23-05-1988 | Roland-Garros, Paris                           | G. Chelem     | 1 488 000 $ | Terre (ext.)    | Natasha Zvereva      | 6-0, 6-0                | Parcours |
| 25  | 20-06-1988 | The Championships, Wimbledon                   | G. Chelem     | 1 717 085 $ | Gazon (ext.)    | Martina Navrátilová  | 5-7, 6-2, 6-1           | Parcours |
| 26  | 25-07-1988 | Citizen Cup, Hambourg                          | Tier IV       | 200 000 $   | Terre (ext.)    | Katerina Maleeva     | 6-4, 6-2                | Parcours |
| 27  | 22-08-1988 | United Jersey Bank Classic, Mahwah             | Tier IV       | 200 000 $   | Dur (ext.)      | Nathalie Tauziat     | 6-0, 6-1                | Parcours |
| 28  | 29-08-1988 | US Open, Flushing Meadows                      | G. Chelem     | 1 937 333 $ | Dur (ext.)      | Gabriela Sabatini    | 6-3, 3-6, 6-1           | Parcours |
| 29  | 20-09-1988 | Olympics, Séoul                                | J. olympiques | NC          | Dur (ext.)      | Gabriela Sabatini    | 6-3, 6-3                | Parcours |
| 30  | 25-10-1988 | Brighton International, Brighton               | Tier III      | 250 000 $   | Moquette (int.) | Manuela Maleeva      | 6-2, 6-0                | Parcours |
| 31  | 16-01-1989 | Ford Australian Open, Melbourne                | G. Chelem     | 937 882 $   | Dur (ext.)      | Helena Suková        | 6-4, 6-4                | Parcours |
| 32  | 13-02-1989 | Virginia Slims of Washington, Fairfax          | Tier II       | 300 000 $   | Moquette (int.) | Zina Garrison        | 6-1, 7-5                | Parcours |
| 33  | 27-02-1989 | US Hard Court Championships, San Antonio       | Tier IV       | 200 000 $   | Dur (ext.)      | Ann Henricksson      | 6-1, 6-4                | Parcours |
| 34  | 13-03-1989 | Virginia Slims of Florida, Boca Raton          | Tier II       | 300 000 $   | Dur (ext.)      | Chris Evert          | 4-6, 6-2, 6-3           | Parcours |
| 35  | 03-04-1989 | Family Circle Mag. Cup, Hilton Head            | Tier II       | 300 000 $   | Terre (ext.)    | Natasha Zvereva      | 6-1, 6-1                | Parcours |
| 36  | 01-05-1989 | Citizen Cup, Hambourg                          | Tier IV       | 200 000 $   | Terre (ext.)    | Jana Novotná         | Forfait                 | Parcours |
| 37  | 15-05-1989 | Lufthansa Cup, Berlin                          | Tier I        | 300 000 $   | Terre (ext.)    | Gabriela Sabatini    | 6-3, 6-1                | Parcours |
| 38  | 26-06-1989 | The Championships, Wimbledon                   | G. Chelem     | 2 204 162 $ | Gazon (ext.)    | Martina Navrátilová  | 6-2, 6-7, 6-1           | Parcours |
| 39  | 31-07-1989 | American Bank Classic, San Diego               | Tier IV       | 200 000 $   | Dur (ext.)      | Zina Garrison        | 6-4, 7-5                | Parcours |
| 40  | 14-08-1989 | United Jersey Bank Classic, Mahwah             | Tier IV       | 200 000 $   | Dur (ext.)      | Andrea Temesvári     | 7-5, 6-2                | Parcours |
| 41  | 28-08-1989 | US Open, Flushing Meadows                      | G. Chelem     | 2 138 000 $ | Dur (ext.)      | Martina Navrátilová  | 3-6, 7-5, 6-1           | Parcours |
| 42  | 16-10-1989 | European Indoors, Zurich                       | Tier III      | 250 000 $   | Moquette (int.) | Jana Novotná         | 6-1, 7-6                | Parcours |
| 43  | 23-10-1989 | Midland Group Championships, Brighton          | Tier III      | 250 000 $   | Moquette (int.) | Monica Seles         | 7-5, 6-4                | Parcours |
| 44  | 13-11-1989 | Virginia Slims Championships, New York         | Masters       | 1 000 000 $ | Moquette (int.) | Martina Navrátilová  | 6-4, 7-5, 2-6, 6-2      | Parcours |
| 45  | 15-01-1990 | Ford Australian Open, Melbourne                | G. Chelem     | 1 220 160 $ | Dur (ext.)      | Mary Joe Fernández   | 6-3, 6-4                | Parcours |
| 46  | 29-01-1990 | Toray Pan Pacific Open, Tokyo                  | Tier II       | 350 000 $   | Moquette (int.) | Arantxa Sánchez      | 6-1, 6-2                | Parcours |
| 47  | 09-04-1990 | Bausch & Lomb Championships, Amelia Island     | Tier II       | 350 000 $   | Terre (ext.)    | Arantxa Sánchez      | 6-1, 6-0                | Parcours |
| 48  | 30-04-1990 | Citizen Cup, Hambourg                          | Tier II       | 350 000 $   | Terre (ext.)    | Arantxa Sánchez      | 5-7, 6-0, 6-1           | Parcours |
| 49  | 30-07-1990 | Canadian Open, Montréal                        | Tier I        | 500 000 $   | Dur (ext.)      | Katerina Maleeva     | 6-1, 6-7, 6-3           | Parcours |
| 50  | 06-08-1990 | American Bank Classic, San Diego               | Tier III      | 225 000 $   | Dur (ext.)      | Manuela Maleeva      | 6-3, 6-2                | Parcours |
| 51  | 24-09-1990 | Volkswagen Grand Prix, Leipzig                 | Tier III      | 225 000 $   | Moquette (int.) | Arantxa Sánchez      | 6-1, 6-1                | Parcours |
| 52  | 08-10-1990 | BMW European Indoors, Zurich                   | Tier II       | 350 000 $   | Moquette (int.) | Gabriela Sabatini    | 6-3, 6-2                | Parcours |
| 53  | 22-10-1990 | Midland Bank Championships, Brighton           | Tier II       | 350 000 $   | Moquette (int.) | Helena Suková        | 7-5, 6-3                | Parcours |
| 54  | 05-11-1990 | Virginia Slims of New England, Worcester       | Tier II       | 350 000 $   | Moquette (int.) | Gabriela Sabatini    | 7-6, 6-3                | Parcours |
| 55  | 25-03-1991 | US Hard Court Championships, San Antonio       | Tier III      | 225 000 $   | Dur (ext.)      | Monica Seles         | 6-4, 6-3                | Parcours |
| 56  | 29-04-1991 | Citizen Cup, Hambourg                          | Tier II       | 350 000 $   | Terre (ext.)    | Monica Seles         | 7-5, 6-7, 6-3           | Parcours |
| 57  | 13-05-1991 | Lufthansa Cup German Open, Berlin              | Tier I        | 500 000 $   | Terre (ext.)    | Arantxa Sánchez      | 6-3, 4-6, 7-6           | Parcours |
| 58  | 24-06-1991 | The Championships, Wimbledon                   | G. Chelem     | 2 728 856 $ | Gazon (ext.)    | Gabriela Sabatini    | 6-4, 3-6, 8-6           | Parcours |
| 59  | 30-09-1991 | Volkswagen Cup, Leipzig                        | Tier III      | 225 000 $   | Moquette (int.) | Jana Novotná         | 6-3, 6-3                | Parcours |
| 60  | 07-10-1991 | European Indoors, Zurich                       | Tier II       | 350 000 $   | Moquette (int.) | Nathalie Tauziat     | 6-4, 6-4                | Parcours |
| 61  | 22-10-1991 | Midland Bank Championships, Brighton           | Tier II       | 350 000 $   | Moquette (int.) | Zina Garrison        | 5-7, 6-4, 6-1           | Parcours |
| 62  | 02-03-1992 | Virginia Slims of Florida, Boca Raton          | Tier I        | 550 000 $   | Dur (ext.)      | Conchita Martínez    | 3-6, 6-2, 6-0           | Parcours |
| 63  | 27-04-1992 | Citizen Cup, Hambourg                          | Tier II       | 350 000 $   | Terre (ext.)    | Gabriela Sabatini    | 7-6, 6-2                | Parcours |
| 64  | 11-05-1992 | Lufthansa Cup German Open, Berlin              | Tier I        | 550 000 $   | Terre (ext.)    | Arantxa Sánchez      | 4-6, 7-5, 6-2           | Parcours |
| 65  | 22-06-1992 | The Championships, Wimbledon                   | G. Chelem     | 3 000 000 $ | Gazon (ext.)    | Monica Seles         | 6-2, 6-1                | Parcours |
| 66  | 28-09-1992 | Volkswagen Cup, Leipzig                        | Tier III      | 225 000 $   | Moquette (int.) | Jana Novotná         | 6-3, 1-6, 6-4           | Parcours |
| 67  | 05-10-1992 | European Indoors, Zurich                       | Tier II       | 350 000 $   | Moquette (int.) | Martina Navrátilová  | 2-6, 7-5, 7-5           | Parcours |
| 68  | 20-10-1992 | Midland Bank Championships, Brighton           | Tier II       | 350 000 $   | Moquette (int.) | Jana Novotná         | 4-6, 6-4, 7-6           | Parcours |
| 69  | 09-11-1992 | Virginia Slims of Philadelphia, Philadelphie   | Tier II       | 350 000 $   | Moquette (int.) | Arantxa Sánchez      | 6-3, 3-6, 6-1           | Parcours |
| 70  | 01-03-1993 | Virginia Slims of Florida, Delray Beach        | Tier II       | 375 000 $   | Dur (ext.)      | Arantxa Sánchez      | 6-4, 6-3                | Parcours |
| 71  | 29-03-1993 | Family Circle Mag. Cup XXI, Hilton Head        | Tier I        | 750 000 $   | Terre (ext.)    | Arantxa Sánchez      | 7-6, 6-1                | Parcours |
| 72  | 10-05-1993 | German Open, Berlin                            | Tier I        | 750 000 $   | Terre (ext.)    | Gabriela Sabatini    | 7-6, 2-6, 6-4           | Parcours |
| 73  | 24-05-1993 | Roland-Garros, Paris                           | G. Chelem     | 3 456 143 $ | Terre (ext.)    | Mary Joe Fernández   | 4-6, 6-2, 6-4           | Parcours |
| 74  | 21-06-1993 | The Championships, Wimbledon                   | G. Chelem     | 3 312 302 $ | Gazon (ext.)    | Jana Novotná         | 7-6, 1-6, 6-4           | Parcours |
| 75  | 02-08-1993 | Mazda Tennis Classic, San Diego                | Tier II       | 375 000 $   | Dur (ext.)      | Arantxa Sánchez      | 6-4, 4-6, 6-1           | Parcours |
| 76  | 16-08-1993 | Matinee Ltd. Canadian Open, Toronto            | Tier I        | 750 000 $   | Dur (ext.)      | Jennifer Capriati    | 6-1, 0-6, 6-3           | Parcours |
| 77  | 30-08-1993 | US Open, Flushing Meadows                      | G. Chelem     | 3 967 250 $ | Dur (ext.)      | Helena Suková        | 6-3, 6-3                | Parcours |
| 78  | 27-09-1993 | Volkswagen Cup, Leipzig                        | Tier II       | 375 000 $   | Moquette (int.) | Jana Novotná         | 6-2, 6-0                | Parcours |
| 79  | 15-11-1993 | Virginia Slims Championships, New York         | Masters       | 3 708 500 $ | Moquette (int.) | Arantxa Sánchez      | 6-1, 6-4, 3-6, 6-1      | Parcours |
| 80  | 17-01-1994 | Ford Australian Open, Melbourne                | G. Chelem     | 2 426 000 $ | Dur (ext.)      | Arantxa Sánchez      | 6-0, 6-2                | Parcours |
| 81  | 31-01-1994 | Toray Pan Pacific Open, Tokyo                  | Tier I        | 750 000 $   | Moquette (int.) | Martina Navrátilová  | 6-2, 6-4                | Parcours |
| 82  | 21-02-1994 | The Evert Cup, Indian Wells                    | Tier II       | 400 000 $   | Dur (ext.)      | Amanda Coetzer       | 6-0, 6-4                | Parcours |
| 83  | 28-02-1994 | Virginia Slims of Florida, Delray Beach        | Tier II       | 400 000 $   | Dur (ext.)      | Arantxa Sánchez      | 6-3, 7-5                | Parcours |
| 84  | 11-03-1994 | The Lipton Championships, Miami                | Tier I        | 1 000 000 $ | Dur (ext.)      | Natasha Zvereva      | 4-6, 6-1, 6-2           | Parcours |
| 85  | 09-05-1994 | German Open, Berlin                            | Tier I        | 750 000 $   | Terre (ext.)    | Brenda Schultz       | 7-6, 6-4                | Parcours |
| 86  | 01-08-1994 | Toshiba Classic, San Diego                     | Tier II       | 400 000 $   | Dur (ext.)      | Arantxa Sánchez      | 6-2, 6-1                | Parcours |
| 87  | 13-02-1995 | Open Gaz de France, Paris                      | Tier II       | 430 000 $   | Moquette (int.) | Mary Pierce          | 6-2, 6-2                | Parcours |
| 88  | 06-03-1995 | Winter Championships, Delray Beach             | Tier II       | 430 000 $   | Dur (ext.)      | Conchita Martínez    | 6-2, 6-4                | Parcours |
| 89  | 17-03-1995 | The Lipton Championships, Miami                | Tier I        | 1 550 000 $ | Dur (ext.)      | Kimiko Date          | 6-1, 6-4                | Parcours |
| 90  | 10-04-1995 | Gallery Furniture Championships, Houston       | Tier II       | 430 000 $   | Terre (ext.)    | Åsa Svensson         | 6-1, 6-1                | Parcours |
| 91  | 29-05-1995 | Roland-Garros, Paris                           | G. Chelem     | 3 963 100 $ | Terre (ext.)    | Arantxa Sánchez      | 7-5, 4-6, 6-0           | Parcours |
| 92  | 26-06-1995 | The Championships, Wimbledon                   | G. Chelem     | 3 044 890 $ | Gazon (ext.)    | Arantxa Sánchez      | 4-6, 6-1, 7-5           | Parcours |
| 93  | 28-08-1995 | US Open, Flushing Meadows                      | G. Chelem     | 4 271 000 $ | Dur (ext.)      | Monica Seles         | 7-6, 0-6, 6-3           | Parcours |
| 94  | 06-11-1995 | Advanta Championships, Philadelphie            | Tier I        | 806 250 $   | Moquette (int.) | Lori McNeil          | 6-1, 4-6, 6-3           | Parcours |
| 95  | 13-11-1995 | WTA Tour Championships, New York               | Masters       | 2 000 000 $ | Moquette (int.) | Anke Huber           | 6-1, 2-6, 6-1, 4-6, 6-3 | Parcours |
| 96  | 08-03-1996 | State Farm Evert Cup, Indian Wells             | Tier II       | 550 000 $   | Dur (ext.)      | Conchita Martínez    | 7-6, 7-6                | Parcours |
| 97  | 21-03-1996 | The Lipton Championships, Miami                | Tier I        | 1 550 000 $ | Dur (ext.)      | Chanda Rubin         | 6-1, 6-3                | Parcours |
| 98  | 13-05-1996 | German Open, Berlin                            | Tier I        | 926 250 $   | Terre (ext.)    | Karina Habšudová     | 4-6, 6-2, 7-5           | Parcours |
| 99  | 27-05-1996 | Roland-Garros, Paris                           | G. Chelem     | 4 456 343 $ | Terre (ext.)    | Arantxa Sánchez      | 6-3, 6-74, 10-8         | Parcours |
| 100 | 24-06-1996 | The Championships, Wimbledon                   | G. Chelem     | 3 392 408 $ | Gazon (ext.)    | Arantxa Sánchez      | 6-3, 7-5                | Parcours |
| 101 | 26-08-1996 | US Open, Flushing Meadows                      | G. Chelem     | 4 004 885 $ | Dur (ext.)      | Monica Seles         | 7-5, 6-4                | Parcours |
| 102 | 18-11-1996 | Chase Championships, New York                  | Masters       | 2 000 000 $ | Moquette (int.) | Martina Hingis       | 6-3, 4-6, 6-0, 4-6, 6-0 | Parcours |
| 103 | 19-05-1997 | Internationaux de Strasbourg, Strasbourg       | Tier III      | 250 000 $   | Terre (ext.)    | Mirjana Lučić        | 6-2, 7-5                | Parcours |
| 104 | 24-08-1998 | Pilot Pen International, New Haven             | Tier II       | 450 000 $   | Dur (ext.)      | Jana Novotná         | 6-4, 6-1                | Parcours |
| 105 | 02-11-1998 | Sparkassen Cup International GP, Leipzig       | Tier II       | 450 000 $   | Moquette (int.) | Nathalie Tauziat     | 6-3, 6-4                | Parcours |
| 106 | 09-11-1998 | Advanta Championships, Philadelphie            | Tier II       | 450 000 $   | Moquette (int.) | Lindsay Davenport    | 4-6, 6-3, 6-4           | Parcours |
| 107 | 24-05-1999 | Roland-Garros, Paris                           | G. Chelem     | 4 407 123 $ | Terre (ext.)    | Martina Hingis       | 4-6, 7-5, 6-2           | Parcours |

### Finales en simple dames (31)
| No | Date       | Nom et lieu du tournoi                         | Catégorie     | Dotation    | Surface         | Vainqueure          | Score          |          |
| -- | ---------- | ---------------------------------------------- | ------------- | ----------- | --------------- | ------------------- | -------------- | -------- |
| 1  | 15-10-1984 | Porsche Grand Prix, Filderstadt                |               | 150 000 $   | Dur (int.)      | Catarina Lindqvist  | 6-1, 6-4       | Parcours |
| 2  | 13-05-1985 | German Open, Berlin                            |               | 150 000 $   | Terre (ext.)    | Chris Evert         | 6-4, 7-5       | Parcours |
| 3  | 12-08-1985 | United Jersey Bank Classic, Mahwah             |               | 150 000 $   | Dur (ext.)      | Kathy Rinaldi       | 6-4, 3-6, 6-4  | Parcours |
| 4  | 30-09-1985 | Maybelline Classic, Fort Lauderdale            |               | 150 000 $   | Dur (ext.)      | Martina Navrátilová | 6-3, 6-1       | Parcours |
| 5  | 27-01-1986 | Virginia Slims of Florida, Key Biscayne        |               | 250 000 $   | Dur (ext.)      | Chris Evert         | 6-3, 6-1       | Parcours |
| 6  | 10-02-1986 | Lipton International Championships, Boca Raton |               | 750 000 $   | Dur (ext.)      | Chris Evert         | 6-4, 6-2       | Parcours |
| 7  | 17-11-1986 | Virginia Slims Championships, New York         | Masters       | 500 000 $   | Moquette (int.) | Martina Navrátilová | 7-6, 6-3, 6-2  | Parcours |
| 8  | 22-06-1987 | The Championships, Wimbledon                   | G. Chelem     | 1 354 530 $ | Gazon (ext.)    | Martina Navrátilová | 7-5, 6-3       | Parcours |
| 9  | 31-08-1987 | US Open, Flushing Meadows                      | G. Chelem     | 1 757 958 $ | Dur (ext.)      | Martina Navrátilová | 7-64, 6-1      | Parcours |
| 10 | 07-03-1988 | Virginia Slims of Florida, Boca Raton          | Tier II       | 300 000 $   | Dur (ext.)      | Gabriela Sabatini   | 2-6, 6-3, 6-1  | Parcours |
| 11 | 10-04-1989 | Bausch & Lomb Championships, Amelia Island     | Tier II       | 300 000 $   | Terre (ext.)    | Gabriela Sabatini   | 3-6, 6-3, 7-5  | Parcours |
| 12 | 29-05-1989 | Roland-Garros, Paris                           | G. Chelem     | 1 875 000 $ | Terre (ext.)    | Arantxa Sánchez     | 7-66, 3-6, 7-5 | Parcours |
| 13 | 14-05-1990 | Lufthansa Cup German Open, Berlin              | Tier I        | 500 000 $   | Terre (ext.)    | Monica Seles        | 6-4, 6-3       | Parcours |
| 14 | 28-05-1990 | Roland-Garros, Paris                           | G. Chelem     | 2 019 720 $ | Terre (ext.)    | Monica Seles        | 7-66, 6-4      | Parcours |
| 15 | 27-08-1990 | US Open, Flushing Meadows                      | G. Chelem     | 2 707 250 $ | Dur (ext.)      | Gabriela Sabatini   | 6-2, 7-64      | Parcours |
| 16 | 04-03-1991 | Virginia Slims of Florida, Boca Raton          | Tier I        | 500 000 $   | Dur (ext.)      | Gabriela Sabatini   | 6-4, 7-6       | Parcours |
| 17 | 08-04-1991 | Bausch & Lomb Championships, Amelia Island     | Tier II       | 350 000 $   | Terre (ext.)    | Gabriela Sabatini   | 7-5, 7-6       | Parcours |
| 18 | 06-04-1992 | Bausch & Lomb Championships, Amelia Island     | Tier II       | 350 000 $   | Terre (ext.)    | Gabriela Sabatini   | 6-2, 1-6, 6-3  | Parcours |
| 19 | 25-05-1992 | Roland-Garros, Paris                           | G. Chelem     | 3 277 836 $ | Terre (ext.)    | Monica Seles        | 6-2, 3-6, 10-8 | Parcours |
| 20 | 28-07-1992 | Olympic Games, Barcelone                       | J. olympiques | NC          | Terre (ext.)    | Jennifer Capriati   | 3-6, 6-3, 6-4  | Parcours |
| 21 | 18-01-1993 | Ford Australian Open, Melbourne                | G. Chelem     | 2 400 000 $ | Dur (ext.)      | Monica Seles        | 4-6, 6-3, 6-2  | Parcours |
| 22 | 12-03-1993 | The Lipton Championships, Miami                | Tier I        | 900 000 $   | Dur (ext.)      | Arantxa Sánchez     | 6-4, 3-6, 6-3  | Parcours |
| 23 | 26-04-1993 | Citizen Cup, Hambourg                          | Tier II       | 375 000 $   | Terre (ext.)    | Arantxa Sánchez     | 6-3, 6-3       | Parcours |
| 24 | 08-11-1993 | Virginia Slims of Philadelphia, Philadelphie   | Tier I        | 750 000 $   | Moquette (int.) | Conchita Martínez   | 6-3, 6-3       | Parcours |
| 25 | 25-04-1994 | Citizen Cup, Hambourg                          | Tier II       | 400 000 $   | Terre (ext.)    | Arantxa Sánchez     | 4-6, 7-6, 7-6  | Parcours |
| 26 | 15-08-1994 | Matinee Ltd. - Canadian Open, Montréal         | Tier I        | 750 000 $   | Dur (ext.)      | Arantxa Sánchez     | 7-5, 1-6, 7-6  | Parcours |
| 27 | 29-08-1994 | US Open, Flushing Meadows                      | G. Chelem     | 3 900 000 $ | Dur (ext.)      | Arantxa Sánchez     | 1-6, 7-6, 6-4  | Parcours |
| 28 | 11-11-1996 | Advanta Championships, Philadelphie            | Tier II       | 450 000 $   | Moquette (int.) | Jana Novotná        | 6-4, ab.       | Parcours |
| 29 | 27-01-1997 | Toray Pan Pacific Open, Tokyo                  | Tier I        | 926 250 $   | Moquette (int.) | Martina Hingis      | Forfait        | Parcours |
| 30 | 05-03-1999 | Evert Cup, Indian Wells                        | Tier I        | 1 300 000 $ | Dur (ext.)      | Serena Williams     | 6-3, 3-6, 7-5  | Parcours |
| 31 | 21-06-1999 | The Championships, Wimbledon                   | G. Chelem     | 4 732 303 $ | Gazon (ext.)    | Lindsay Davenport   | 6-4, 7-5       | Parcours |

### Titres en double dames (11)
| No | Date       | Nom et lieu du tournoi                        | Catégorie | Dotation    | Surface         | Partenaire        | Finalistes                            | Score           |          |
| -- | ---------- | --------------------------------------------- | --------- | ----------- | --------------- | ----------------- | ------------------------------------- | --------------- | -------- |
| 1  | 28-04-1986 | US Open Clay Courts Indianapolis              |           | 200 000 $   | Terre (ext.)    | Gabriela Sabatini | Gigi Fernández Robin White            | 6-2, 6-0        | Parcours |
| 2  | 12-05-1986 | German Open Berlin                            |           | 150 000 $   | Terre (ext.)    | Helena Suková     | Martina Navrátilová Andrea Temesvári  | 7-5, 6-2        | Parcours |
| 3  | 08-09-1986 | Pan Pacific Open Tokyo                        |           | 250 000 $   | Moquette (int.) | Bettina Bunge     | Katerina Maleeva Manuela Maleeva      | 6-1, 6-7, 6-2   | Parcours |
| 4  | 06-10-1986 | European Indoors Zurich                       |           | 150 000 $   | Moquette (int.) | Gabriela Sabatini | Lori McNeil Alycia Moulton            | 1-6, 6-4, 6-4   | Parcours |
| 5  | 20-10-1986 | Pretty Polly Classic Brighton                 |           | 200 000 $   | Moquette (int.) | Helena Suková     | Tine Scheuer-Larsen Catherine Tanvier | 6-4, 6-4        | Parcours |
| 6  | 13-04-1987 | Bausch & Lomb/WTA Championships Amelia Island |           | 300 000 $   | Terre (ext.)    | Gabriela Sabatini | Hana Mandlíková Wendy Turnbull        | 3-6, 6-3, 7-5   | Parcours |
| 7  | 14-03-1988 | Lipton International Championships Miami      | Tier I    | 750 000 $   | Dur (ext.)      | Gabriela Sabatini | Gigi Fernández Zina Garrison          | 7-6, 6-3        | Parcours |
| 8  | 20-06-1988 | The Championships Wimbledon                   | G. Chelem | 1 717 085 $ | Gazon (ext.)    | Gabriela Sabatini | Larisa Savchenko Natasha Zvereva      | 6-3, 1-6, 12-10 | Parcours |
| 9  | 14-08-1989 | United Jersey Bank Classic Mahwah             | Tier IV   | 200 000 $   | Dur (ext.)      | Pam Shriver       | Louise Allen Laura Arraya             | 6-2, 6-4        | Parcours |
| 10 | 27-04-1992 | Citizen Cup Hambourg                          | Tier II   | 350 000 $   | Terre (ext.)    | Rennae Stubbs     | Manon Bollegraf Arantxa Sánchez       | 4-6, 6-3, 6-4   | Parcours |
| 11 | 26-04-1993 | Citizen Cup Hambourg                          | Tier II   | 375 000 $   | Terre (ext.)    | Rennae Stubbs     | Larisa Neiland Jana Novotná           | 6-4, 7-6        | Parcours |

### Finales en double dames (7)
| No | Date       | Nom et lieu du tournoi             | Catégorie | Dotation    | Surface         | Vainqueures                          | Partenaire        | Score         |          |
| -- | ---------- | ---------------------------------- | --------- | ----------- | --------------- | ------------------------------------ | ----------------- | ------------- | -------- |
| 1  | 13-05-1985 | German Open Berlin                 |           | 150 000 $   | Terre (ext.)    | Claudia Kohde-Kilsch Helena Suková   | Catherine Tanvier | 6-4, 6-1      | Parcours |
| 2  | 07-04-1986 | Family Circle Mag. Cup Hilton Head |           | 200 000 $   | Terre (ext.)    | Chris Evert Anne White               | Catherine Tanvier | 6-3, 6-3      | Parcours |
| 3  | 26-05-1986 | Roland-Garros Paris                | G. Chelem | 930 000 $   | Terre (ext.)    | Martina Navrátilová Andrea Temesvári | Gabriela Sabatini | 6-1, 6-2      | Parcours |
| 4  | 18-08-1986 | United Jersey Bank Classic Mahwah  |           | 150 000 $   | Dur (ext.)      | Betsy Nagelsen Elizabeth Smylie      | Helena Suková     | 7-6, 6-3      | Parcours |
| 5  | 10-11-1986 | Virginia Slims of Chicago Chicago  |           | 150 000 $   | Moquette (int.) | Claudia Kohde-Kilsch Helena Suková   | Gabriela Sabatini | 6-7, 7-6, 6-3 | Parcours |
| 6  | 25-05-1987 | Roland-Garros Paris                | G. Chelem | 1 085 000 $ | Terre (ext.)    | Martina Navrátilová Pam Shriver      | Gabriela Sabatini | 6-2, 6-1      | Parcours |
| 7  | 29-05-1989 | Roland-Garros Paris                | G. Chelem | 1 875 000 $ | Terre (ext.)    | Larisa Savchenko Natasha Zvereva     | Gabriela Sabatini | 6-4, 6-4      | Parcours |

### Titre en double mixte
| No | Date       | Nom et lieu du tournoi | Catégorie | Dotation    | Surface    | Partenaire    | Finalistes                     | Score        |          |
| -- | ---------- | ---------------------- | --------- | ----------- | ---------- | ------------- | ------------------------------ | ------------ | -------- |
| 1  | 02-01-1993 | Hopman Cup V Perth     | ITF       | 700 000 AU$ | Dur (int.) | Michael Stich | Arantxa Sánchez Emilio Sánchez | 2 matchs à 1 | Parcours |

## Parcours en Grand Chelem

### En simple dames
| Année | Open d'Australie (janvier) | Open d'Australie (janvier) | Internationaux de France | Internationaux de France | Wimbledon                                         | Wimbledon                                        | US Open         | US Open             | Open d'Australie (décembre) | Open d'Australie (décembre) |
| ----- | -------------------------- | -------------------------- | ------------------------ | ------------------------ | ------------------------------------------------- | ------------------------------------------------ | --------------- | ------------------- | --------------------------- | --------------------------- |
| 1983  | n/a                        | n/a                        | 2e tour (1/32)           | Beverly Mould            | Q2 \|\| style="text-align:left" \| Nerida Gregory | Q1 \|\| style="text-align:left" \| Melissa Brown | 1er tour (1/32) | Elizabeth Sayers    |                             |                             |
| 1984  | n/a                        | n/a                        | 3e tour (1/16)           | Claudia Kohde-Kilsch     | 4e tour (1/8)                                     | Jo Durie                                         | 1er tour (1/64) | Sylvia Hanika       | 3e tour (1/8)               | Wendy Turnbull              |
| 1985  | n/a                        | n/a                        | 4e tour (1/8)            | Chris Evert              | 4e tour (1/8)                                     | Pam Shriver                                      | 1/2 finale      | Martina Navrátilová | -                           | -                           |
| 1986  | n/a                        | n/a                        | 1/4 de finale            | Hana Mandlíková          | -                                                 | -                                                | 1/2 finale      | Martina Navrátilová | n/a                         | n/a                         |
| 1987  | -                          | -                          | Victoire                 | Martina Navrátilová      | Finale                                            | Martina Navrátilová                              | Finale          | Martina Navrátilová | n/a                         | n/a                         |
| 1988  | Victoire                   | Chris Evert                | Victoire                 | Natasha Zvereva          | Victoire                                          | Martina Navrátilová                              | Victoire        | Gabriela Sabatini   | n/a                         | n/a                         |
| 1989  | Victoire                   | Helena Suková              | Finale                   | Arantxa Sánchez          | Victoire                                          | Martina Navrátilová                              | Victoire        | Martina Navrátilová | n/a                         | n/a                         |
| 1990  | Victoire                   | Mary Joe Fernández         | Finale                   | Monica Seles             | 1/2 finale                                        | Zina Garrison                                    | Finale          | Gabriela Sabatini   | n/a                         | n/a                         |
| 1991  | 1/4 de finale              | Jana Novotná               | 1/2 finale               | Arantxa Sánchez          | Victoire                                          | Gabriela Sabatini                                | 1/2 finale      | Martina Navrátilová | n/a                         | n/a                         |
| 1992  | -                          | -                          | Finale                   | Monica Seles             | Victoire                                          | Monica Seles                                     | 1/4 de finale   | Arantxa Sánchez     | n/a                         | n/a                         |
| 1993  | Finale                     | Monica Seles               | Victoire                 | Mary Joe Fernández       | Victoire                                          | Jana Novotná                                     | Victoire        | Helena Suková       | n/a                         | n/a                         |
| 1994  | Victoire                   | Arantxa Sánchez            | 1/2 finale               | Mary Pierce              | 1er tour (1/64)                                   | Lori McNeil                                      | Finale          | Arantxa Sánchez     | n/a                         | n/a                         |
| 1995  | -                          | -                          | Victoire                 | Arantxa Sánchez          | Victoire                                          | Arantxa Sánchez                                  | Victoire        | Monica Seles        | n/a                         | n/a                         |
| 1996  | -                          | -                          | Victoire                 | Arantxa Sánchez          | Victoire                                          | Arantxa Sánchez                                  | Victoire        | Monica Seles        | n/a                         | n/a                         |
| 1997  | 4e tour (1/8)              | Amanda Coetzer             | 1/4 de finale            | Amanda Coetzer           | -                                                 | -                                                | -               | -                   | n/a                         | n/a                         |
| 1998  | -                          | -                          | -                        | -                        | 3e tour (1/16)                                    | Natasha Zvereva                                  | 4e tour (1/8)   | Patty Schnyder      | n/a                         | n/a                         |
| 1999  | 1/4 de finale              | Monica Seles               | Victoire                 | Martina Hingis           | Finale                                            | Lindsay Davenport                                | -               | -                   | n/a                         | n/a                         |

À droite du résultat, l’ultime adversaire.

### En double dames
| Année | Open d'Australie (janvier)   | Open d'Australie (janvier) | Internationaux de France    | Internationaux de France   | Wimbledon                   | Wimbledon                     | US Open                     | US Open                    | Open d'Australie (décembre)  | Open d'Australie (décembre) |
| ----- | ---------------------------- | -------------------------- | --------------------------- | -------------------------- | --------------------------- | ----------------------------- | --------------------------- | -------------------------- | ---------------------------- | --------------------------- |
| 1984  | n/a                          | n/a                        | 2e tour (1/16) Renata Sasak | Mima Jaušovec B. Nagelsen  | 1er tour (1/32) Beth Norton | E. Eliseenko Natasha Reva     | 2e tour (1/16) Terry Phelps | B. Nagelsen Anne White     | 1er tour (1/16) G. Fernández | C. Bassett Zina Garrison    |
| 1985  | n/a                          | n/a                        | 1er tour (1/32) J. Russell  | Kohde-Kilsch Helena Suková | 1er tour (1/32) Anne Smith  | Elise Burgin A. Moulton       | 2e tour (1/16) Jo Durie     | G. Fernández Robin White   | -                            | -                           |
| 1986  | n/a                          | n/a                        | Finale G. Sabatini          | Navrátilová A. Temesvári   | -                           | -                             | 1/2 finale G. Sabatini      | Navrátilová Pam Shriver    | n/a                          | n/a                         |
| 1987  | -                            | -                          | Finale G. Sabatini          | Navrátilová Pam Shriver    | 3e tour (1/8) G. Sabatini   | A. M. Fernández J. Richardson | 1/2 finale G. Sabatini      | Navrátilová Pam Shriver    | n/a                          | n/a                         |
| 1988  | 1/2 finale E. Smylie         | Navrátilová Pam Shriver    | 1/2 finale G. Sabatini      | Navrátilová Pam Shriver    | Victoire G. Sabatini        | L. Savchenko N. Zvereva       | 1/2 finale G. Sabatini      | Patty Fendick Hetherington | n/a                          | n/a                         |
| 1989  | 1/2 finale G. Sabatini       | Patty Fendick Hetherington | Finale G. Sabatini          | L. Savchenko N. Zvereva    | 1/4 de finale G. Sabatini   | Nicole Provis Elna Reinach    | 1/2 finale G. Sabatini      | H. Mandlíková Navrátilová  | n/a                          | n/a                         |
| 1990  | 2e tour (1/16) G. Sabatini   | Sabrina Goleš K. Maleeva   | -                           | -                          | 1/4 de finale G. Sabatini   | L. Neiland N. Zvereva         | 1/4 de finale Lori McNeil   | Kathy Jordan E. Smylie     | n/a                          | n/a                         |
| 1991  | -                            | -                          | -                           | -                          | 1er tour (1/32) C. Porwik   | Halle Carroll Amy Frazier     | -                           | -                          | n/a                          | n/a                         |
| 1992  | -                            | -                          | 1/2 finale Anke Huber       | G. Fernández N. Zvereva    | -                           | -                             | -                           | -                          | n/a                          | n/a                         |
| 1994  | 2e tour (1/16) P. Tarabini   | M. Bollegraf Debbie Graham | -                           | -                          | -                           | -                             | -                           | -                          | n/a                          | n/a                         |
| 1999  | 2e tour (1/16) Gorrochategui | C. Cristea R. Dragomir     | -                           | -                          | -                           | -                             | -                           | -                          | n/a                          | n/a                         |

Sous le résultat, la partenaire ; à droite, l’ultime équipe adverse.

### En double mixte
| Année | Open d'Australie (janvier), | Open d'Australie (janvier), | Internationaux de France     | Internationaux de France | Wimbledon                    | Wimbledon                 | US Open                     | US Open                | Open d'Australie (décembre), | Open d'Australie (décembre), |
| ----- | --------------------------- | --------------------------- | ---------------------------- | ------------------------ | ---------------------------- | ------------------------- | --------------------------- | ---------------------- | ---------------------------- | ---------------------------- |
| 1984  | n/a                         | n/a                         | -                            | -                        | -                            | -                         | 1er tour (1/32) C. Pasarell | R. Reggi Belus Prajoux | n/a                          | n/a                          |
| 1988  | -                           | -                           | -                            | -                        | 2e tour (1/16) Pavel Složil  | Beth Herr Tim Pawsat      | -                           | -                      | n/a                          | n/a                          |
| 1991  | 2e tour (1/8) M. Woodforde  | N. Zvereva Jim Pugh         | -                            | -                        | 3e tour (1/8) Henri Leconte  | Hetherington G. Michibata | -                           | -                      | n/a                          | n/a                          |
| 1992  | -                           | -                           | -                            | -                        | 1er tour (1/32) H. Günthardt | L. Neiland Cyril Suk      | -                           | -                      | n/a                          | n/a                          |
| 1994  | -                           | -                           | 2e tour (1/16) Henri Leconte | M. McGrath S. Melville   | -                            | -                         | -                           | -                      | n/a                          | n/a                          |
| 1996  | -                           | -                           | -                            | -                        | 2e tour (1/16) H. Günthardt  | E. Smylie Scott Draper    | -                           | -                      | n/a                          | n/a                          |
| 1999  | -                           | -                           | -                            | -                        | 1/2 finale John McEnroe      | A. Kournikova J. Björkman | -                           | -                      | n/a                          | n/a                          |

Sous le résultat, le partenaire ; à droite, l’ultime équipe adverse.

## Parcours aux Masters

### En simple dames
| #  | Date       | Nom de l'édition                      | ($)       | Surface         | Résultat       | Ultime adversaire   | Score                   |          |
| -- | ---------- | ------------------------------------- | --------- | --------------- | -------------- | ------------------- | ----------------------- | -------- |
| 1  | 17/03/1986 | Virginia Slims Championships New York | 500 000   | Moquette (int.) | 1/2 finale     | Martina Navrátilová | 6-2, 6-2                | Parcours |
| 2  | 17/11/1986 | Virginia Slims Championships New York | 500 000   | Moquette (int.) | Finale         | Martina Navrátilová | 7-6, 6-3, 6-2           | Parcours |
| 3  | 16/11/1987 | Virginia Slims Championships New York | 500 000   | Moquette (int.) | Victoire       | Gabriela Sabatini   | 4-6, 6-4, 6-0, 6-4      | Parcours |
| 4  | 14/11/1988 | Virginia Slims Championships New York | 1 000 000 | Moquette (int.) | 1/2 finale     | Pam Shriver         | 6-3, 7-6                | Parcours |
| 5  | 13/11/1989 | Virginia Slims Championships New York | 1 000 000 | Moquette (int.) | Victoire       | Martina Navrátilová | 6-4, 7-5, 2-6, 6-2      | Parcours |
| 6  | 12/11/1990 | Virginia Slims Championships New York | 3 000 000 | Moquette (int.) | 1/2 finale     | Gabriela Sabatini   | 6-4, 6-4                | Parcours |
| 7  | 18/11/1991 | Virginia Slims Championships New York | 3 000 000 | Moquette (int.) | 1/4 de finale  | Jana Novotná        | 6-3, 3-6, 6-1           | Parcours |
| 8  | 16/11/1992 | Virginia Slims Championships New York | 3 000 000 | Moquette (int.) | 1er tour (1/8) | Lori McNeil         | 7-6, 6-4                | Parcours |
| 9  | 15/11/1993 | Virginia Slims Championships New York | 3 708 500 | Moquette (int.) | Victoire       | Arantxa Sánchez     | 6-1, 6-4, 3-6, 6-1      | Parcours |
| 10 | 14/11/1994 | Virginia Slims Championships New York | 3 500 000 | Moquette (int.) | 1/4 de finale  | Mary Pierce         | 6-4, 6-4                | Parcours |
| 11 | 13/11/1995 | WTA Tour Championships New York       | 2 000 000 | Moquette (int.) | Victoire       | Anke Huber          | 6-1, 2-6, 6-1, 4-6, 6-3 | Parcours |
| 12 | 18/11/1996 | Chase Championships New York          | 2 000 000 | Moquette (int.) | Victoire       | Martina Hingis      | 6-3, 4-6, 6-0, 4-6, 6-0 | Parcours |
| 13 | 16/11/1998 | Chase Championships New York          | 2 000 000 | Moquette (int.) | 1/2 finale     | Lindsay Davenport   | 6-1, 2-6, 6-3           | Parcours |

### En double dames
| # | Date       | Nom de l'édition                      | ($)       | Surface         | Résultat   | Partenaire        | Ultimes adversaires                | Score         |          |
| - | ---------- | ------------------------------------- | --------- | --------------- | ---------- | ----------------- | ---------------------------------- | ------------- | -------- |
| 1 | 17/11/1986 | Virginia Slims Championships New York | 500 000   | Moquette (int.) | 1/2 finale | Gabriela Sabatini | Claudia Kohde-Kilsch Helena Suková | 7-6, 3-6, 7-5 | Parcours |
| 2 | 16/11/1987 | Virginia Slims Championships New York | 500 000   | Moquette (int.) | 1/2 finale | Gabriela Sabatini | Martina Navrátilová Pam Shriver    | 3-6, 7-6, 6-1 | Parcours |
| 3 | 14/11/1988 | Virginia Slims Championships New York | 1 000 000 | Moquette (int.) | 1/2 finale | Gabriela Sabatini | Martina Navrátilová Pam Shriver    | Forfait       | Parcours |

## Parcours aux Jeux olympiques

### En simple dames
| # | Date       | Nom de l'olympiade               | Surface      | Résultat | Ultime adversaire | Score         |          |
| - | ---------- | -------------------------------- | ------------ | -------- | ----------------- | ------------- | -------- |
| 1 | 06/08/1984 | Olympic Tennis Event Los Angeles | Dur (ext.)   | Or       | Sabrina Goleš     | 1-6, 6-3, 6-4 | Parcours |
| 2 | 20/09/1988 | Olympic Tennis Event Séoul       | Dur (ext.)   | Or       | Gabriela Sabatini | 6-3, 6-3      | Parcours |
| 3 | 28/07/1992 | Olympic Tennis Event Barcelone   | Terre (ext.) | Argent   | Jennifer Capriati | 3-6, 6-3, 6-4 | Parcours |

### En double dames
| # | Date       | Nom de l'olympiade             | Surface      | Résultat      | Partenaire           | Ultimes adversaires               | Score     |          |
| - | ---------- | ------------------------------ | ------------ | ------------- | -------------------- | --------------------------------- | --------- | -------- |
| 1 | 20/09/1988 | Olympic Tennis Event Séoul     | Dur (ext.)   | Bronze        | Claudia Kohde-Kilsch | Elizabeth Smylie · Wendy Turnbull | Partage   | Parcours |
| 2 | 28/07/1992 | Olympic Tennis Event Barcelone | Terre (ext.) | 2e tour (1/8) | Anke Huber           | Gigi Fernández Mary Joe Fernández | 7-63, 6-4 | Parcours |

## Parcours en Coupe de la Fédération
| #                                                                                      | Date       | Lieu       | Surface                          | Gagnante(s)                         | Perdante(s)                      | Score            |          |
|                                                                                        |            |            |                                  |                                     |                                  |                  |          |
| 1986 - 1er tour (groupe mondial) - Allemagne de l'Ouest - Belgique - 3 : 0             |            |            |                                  |                                     |                                  |                  |          |
| 1                                                                                      | 22/07/1986 | Prague     | Terre (ext.)                     | Steffi Graf                         | Ann Devries                      | 6-3, 6-1         | Parcours |
| 1                                                                                      | 22/07/1986 | Prague     | Terre (ext.)                     | Steffi Graf Claudia Kohde-Kilsch    | Ann Devries Sandra Wasserman     | 6-1, 7-5         | Parcours |
|                                                                                        |            |            |                                  |                                     |                                  |                  |          |
| 1986 - 2e tour (groupe mondial) - Allemagne de l'Ouest - Brésil - 2 : 1                |            |            |                                  |                                     |                                  |                  |          |
| 2                                                                                      | 22/07/1986 | Prague     | Terre (ext.)                     | Steffi Graf                         | Pat Medrado                      | 6-0, 6-2         | Parcours |
| 2                                                                                      | 22/07/1986 | Prague     | Terre (ext.)                     | Bettina Bunge Steffi Graf           | Neige Dias Pat Medrado           | 6-2, 6-1         | Parcours |
|                                                                                        |            |            |                                  |                                     |                                  |                  |          |
| 1987 - 1er tour (groupe mondial) - Hong Kong - Allemagne de l'Ouest - 0 : 3            |            |            |                                  |                                     |                                  |                  |          |
| 3                                                                                      | 28/07/1987 | Vancouver  |                                  | Steffi Graf                         | Patricia Hy                      | 6-7, 6-2, 6-4    | Parcours |
|                                                                                        |            |            |                                  |                                     |                                  |                  |          |
| 1987 - 2e tour (groupe mondial) - Corée du Sud - Allemagne de l'Ouest - 0 : 3          |            |            |                                  |                                     |                                  |                  |          |
| 4                                                                                      | 28/07/1987 | Vancouver  |                                  | Steffi Graf                         | Kim Il-soon                      | 6-1, 6-1         | Parcours |
| 4                                                                                      | 28/07/1987 | Vancouver  | Steffi Graf Claudia Kohde-Kilsch | Kim Il-soon Lee Jeong-myung         | 6-1, 6-0                         |                  | Parcours |
|                                                                                        |            |            |                                  |                                     |                                  |                  |          |
| 1987 - 1/4 de finale (groupe mondial) - Argentine - Allemagne de l'Ouest - 1 : 2       |            |            |                                  |                                     |                                  |                  |          |
| 5                                                                                      | 28/07/1987 | Vancouver  |                                  | Steffi Graf                         | Gabriela Sabatini                | 6-4, 6-4         | Parcours |
|                                                                                        |            |            |                                  |                                     |                                  |                  |          |
| 1987 - 1/2 finale (groupe mondial) - Allemagne de l'Ouest - Tchécoslovaquie - 2 : 1    |            |            |                                  |                                     |                                  |                  |          |
| 6                                                                                      | 28/07/1987 | Vancouver  |                                  | Steffi Graf                         | Hana Mandlíková                  | 6-4, 6-1         | Parcours |
| 6                                                                                      | 28/07/1987 | Vancouver  | Steffi Graf Claudia Kohde-Kilsch | Hana Mandlíková Helena Suková       | 7-5, 6-2                         |                  | Parcours |
|                                                                                        |            |            |                                  |                                     |                                  |                  |          |
| 1987 - Finale (groupe mondial) - États-Unis - Allemagne de l'Ouest - 1 : 2             |            |            |                                  |                                     |                                  |                  |          |
| 7                                                                                      | 26/07/1987 | Vancouver  |                                  | Steffi Graf                         | Chris Evert                      | 6-2, 6-1         | Parcours |
| 7                                                                                      | 26/07/1987 | Vancouver  | Steffi Graf Claudia Kohde-Kilsch | Chris Evert Pam Shriver             | 1-6, 7-5, 6-4                    |                  | Parcours |
|                                                                                        |            |            |                                  |                                     |                                  |                  |          |
| 1989 - 1er tour (groupe mondial) - Finlande - Allemagne de l'Ouest - 0 : 3             |            |            |                                  |                                     |                                  |                  |          |
| 8                                                                                      | 03/10/1989 | Tokyo      | Dur (ext.)                       | Steffi Graf                         | Anne Aallonen                    | 6-0, 6-1         | Parcours |
|                                                                                        |            |            |                                  |                                     |                                  |                  |          |
| 1989 - 2e tour (groupe mondial) - Japon - Allemagne de l'Ouest - 0 : 3                 |            |            |                                  |                                     |                                  |                  |          |
| 9                                                                                      | 03/10/1989 | Tokyo      | Dur (ext.)                       | Steffi Graf                         | Akiko Kijimuta                   | 6-4, 6-1         | Parcours |
| 9                                                                                      | 03/10/1989 | Tokyo      | Dur (ext.)                       | Steffi Graf Claudia Kohde-Kilsch    | Kimiko Date Etsuko Inoue         | 6-4, 5-7, 6-2    | Parcours |
|                                                                                        |            |            |                                  |                                     |                                  |                  |          |
| 1989 - 1/4 de finale (groupe mondial) - Tchécoslovaquie - Allemagne de l'Ouest - 2 : 1 |            |            |                                  |                                     |                                  |                  |          |
| 10                                                                                     | 03/10/1989 | Tokyo      | Dur (ext.)                       | Steffi Graf                         | Helena Suková                    | 6-2, 6-1         | Parcours |
| 10                                                                                     | 03/10/1989 | Tokyo      | Dur (ext.)                       | Jana Novotná Helena Suková          | Steffi Graf Claudia Kohde-Kilsch | 6-2, 6-2         | Parcours |
|                                                                                        |            |            |                                  |                                     |                                  |                  |          |
| 1991 - 1er tour (groupe mondial) - Allemagne - Grèce - 3 : 0                           |            |            |                                  |                                     |                                  |                  |          |
| 11                                                                                     | 23/07/1991 | Nottingham |                                  | Steffi Graf                         | A. Kanellopoúlou                 | 6-1, 6-2         | Parcours |
| 11                                                                                     | 23/07/1991 | Nottingham | Steffi Graf Barbara Rittner      | A. Kanellopoúlou Christína Papadáki | 6-3, 6-0                         |                  | Parcours |
|                                                                                        |            |            |                                  |                                     |                                  |                  |          |
| 1991 - 2e tour (groupe mondial) - Allemagne - Canada - 2 : 1                           |            |            |                                  |                                     |                                  |                  |          |
| 12                                                                                     | 24/07/1991 | Nottingham |                                  | Steffi Graf                         | Patricia Hy                      | 6-3, 3-6, 6-2    | Parcours |
|                                                                                        |            |            |                                  |                                     |                                  |                  |          |
| 1992 - 1er tour (groupe mondial) - Allemagne - Nouvelle-Zélande - 3 : 0                |            |            |                                  |                                     |                                  |                  |          |
| 13                                                                                     | 13/07/1992 | Francfort  | Terre (ext.)                     | Steffi Graf                         | Claudine Toleafoa                | 6-2, 6-1         | Parcours |
|                                                                                        |            |            |                                  |                                     |                                  |                  |          |
| 1992 - 2e tour (groupe mondial) - Allemagne - Pays-Bas - 2 : 1                         |            |            |                                  |                                     |                                  |                  |          |
| 14                                                                                     | 15/07/1992 | Francfort  | Terre (ext.)                     | Steffi Graf                         | Brenda Schultz                   | 6-3, 7-66        | Parcours |
|                                                                                        |            |            |                                  |                                     |                                  |                  |          |
| 1992 - 1/4 de finale (groupe mondial) - Allemagne - Pologne - 3 : 0                    |            |            |                                  |                                     |                                  |                  |          |
| 15                                                                                     | 16/07/1992 | Francfort  | Terre (ext.)                     | Steffi Graf                         | Katarzyna Nowak                  | 6-0, 6-0         | Parcours |
| 15                                                                                     | 16/07/1992 | Francfort  | Terre (ext.)                     | Steffi Graf Anke Huber              | Magdalena Feistel K. Teodorowicz | 6-4, 7-5         | Parcours |
|                                                                                        |            |            |                                  |                                     |                                  |                  |          |
| 1992 - 1/2 finale (groupe mondial) - Allemagne - États-Unis - 2 : 1                    |            |            |                                  |                                     |                                  |                  |          |
| 16                                                                                     | 18/07/1992 | Francfort  | Terre (ext.)                     | Steffi Graf                         | Lori McNeil                      | 6-0, 6-3         | Parcours |
|                                                                                        |            |            |                                  |                                     |                                  |                  |          |
| 1992 - Finale (groupe mondial) - Allemagne - Espagne - 2 : 1                           |            |            |                                  |                                     |                                  |                  |          |
| 17                                                                                     | 13/07/1992 | Francfort  | Terre (ext.)                     | Steffi Graf                         | Arantxa Sánchez                  | 6-4, 6-2         | Parcours |
|                                                                                        |            |            |                                  |                                     |                                  |                  |          |
| 1993 - 1er tour (groupe mondial) - Allemagne - Australie - 1 : 2                       |            |            |                                  |                                     |                                  |                  |          |
| 18                                                                                     | 20/07/1993 | Francfort  | Terre (ext.)                     | Nicole Provis                       | Steffi Graf                      | 6-4, 1-6, 6-1    | Parcours |
|                                                                                        |            |            |                                  |                                     |                                  |                  |          |
| 1996 - 1/4 de finale (groupe mondial) - Japon - Allemagne - 3 : 2                      |            |            |                                  |                                     |                                  |                  |          |
| 19                                                                                     | 27/04/1996 | Tokyo      | Dur (int.)                       | Steffi Graf                         | Naoko Sawamatsu                  | 6-1, 6-3         | Parcours |
| 19                                                                                     | 27/04/1996 | Tokyo      | Dur (int.)                       | Kimiko Date                         | Steffi Graf                      | 7-67, 3-6, 12-10 | Parcours |
| 19                                                                                     | 27/04/1996 | Tokyo      | Dur (int.)                       | Kyoko Nagatsuka Ai Sugiyama         | Steffi Graf Anke Huber           | 4-6, 6-3, 6-3    | Parcours |
|                                                                                        |            |            |                                  |                                     |                                  |                  |          |
| 1996 - Barrage (groupe mondial I) - Autriche - Allemagne - 1 : 4                       |            |            |                                  |                                     |                                  |                  |          |
| 20                                                                                     | 13/07/1996 | Pörtschach | Terre (ext.)                     | Steffi Graf                         | Judith Wiesner                   | 6-1, 3-6, 6-2    | Parcours |
| 20                                                                                     | 13/07/1996 | Pörtschach | Terre (ext.)                     | Steffi Graf                         | Barbara Schett                   | 6-3, 6-2         | Parcours |

## Classements WTA en fin de saison

### En simple
| Année | 1983 | 1984 | 1985 | 1986 | 1987 | 1988 | 1989 | 1990 | 1991 | 1992 | 1993 | 1994 | 1995 | 1996 | 1997 | 1998 |
| Rang  | 93   | 22   | 6    | 3    | 1    | 1    | 1    | 1    | 2    | 2    | 1    | 1    | 1    | 1    | 28   | 9    |

Source : (en) « Classements de Steffi Graf », sur le site officiel du WTA Tour

### En double
| Année | 1986 | 1987 | 1988 | 1989 | 1990 | 1991 | 1992 | 1993 | 1994 | 1995 | 1996 | 1997 | 1998 |
| Rang  | 4    | 13   | 5    | 11   | 96   | -    | 22   | -    | 245  | -    | -    | -    | 191  |

Source : (en) « Classements de Steffi Graf », sur le site officiel du WTA Tour

## Périodes au rang de numéro un mondiale
| # | Précédée par            | Dates                   | Suivie par              | Nombre de semaines | Cumul |
| - | ----------------------- | ----------------------- | ----------------------- | ------------------ | ----- |
| 1 | Martina Navrátilová     | 17/08/1987 - 10/03/1991 | Monica Seles            | 186                | 186   |
| 2 | Monica Seles            | 05/08/1991 - 11/08/1991 | Monica Seles            | 1                  | 187   |
| 3 | Monica Seles            | 19/08/1991 - 08/09/1991 | Monica Seles            | 3                  | 190   |
| 4 | Monica Seles            | 07/06/1993 - 05/02/1995 | Arantxa Sánchez Vicario | 87                 | 277   |
| 5 | Arantxa Sánchez Vicario | 20/02/1995 - 26/02/1995 | Arantxa Sánchez Vicario | 1                  | 278   |
| 6 | Arantxa Sánchez Vicario | 10/04/1995 - 14/05/1995 | Arantxa Sánchez Vicario | 5                  | 283   |
| 7 | Arantxa Sánchez Vicario | 12/06/1995 - 30/03/1997 | Martina Hingis          | 94                 | 377   |

## Décorations
- Chevalier de l'ordre du Mérite de la République fédérale d'Allemagne (2009)
- Récipiendaire de l'ordre du Mérite de Bade-Wurtemberg